# Bersaglieri
I Bersaglieri sono una specialità dell'arma di fanteria dell'Esercito italiano così chiamata perché in origine formata da soldati addestrati al tiro al bersaglio con fucili di precisione a canna rigata.
Ogni 18 giugno si festeggia l'anniversario della loro costituzione, avvenuta nel 1836. Fu denominato "Corpo" dalla fondazione fino al 1861. L'associazione d'arma di riferimento è l'Associazione nazionale bersaglieri. Il cappello piumato, detto moretto da bersagliere o vaira dal nome di colui che lo indossò per primo, è il simbolo della specialità.

## Storia

### Nel Regno di Sardegna
Il Corpo dei bersaglieri venne istituito, con regio brevetto del 18 giugno 1836, dal re di Sardegna Carlo Alberto di Savoia su proposta dell'allora capitano del Reggimento guardie Alessandro La Marmora.
Il compito assegnato alla nuova specialità prevedeva le tipiche funzioni della fanteria leggera - esplorazione, primo contatto con il nemico e fiancheggiamento della fanteria di linea (senza però schierarsi e frammischiarsi con quest'ultima) - ma si caratterizzava, come nelle intenzioni del suo fondatore, per un'inedita velocità di esecuzione delle mansioni affidate ed una versatilità d'impiego che faceva dei suoi membri, ancorché appiedati, oltreché dei cacciatori, anche delle guide e dei guastatori ante litteram.

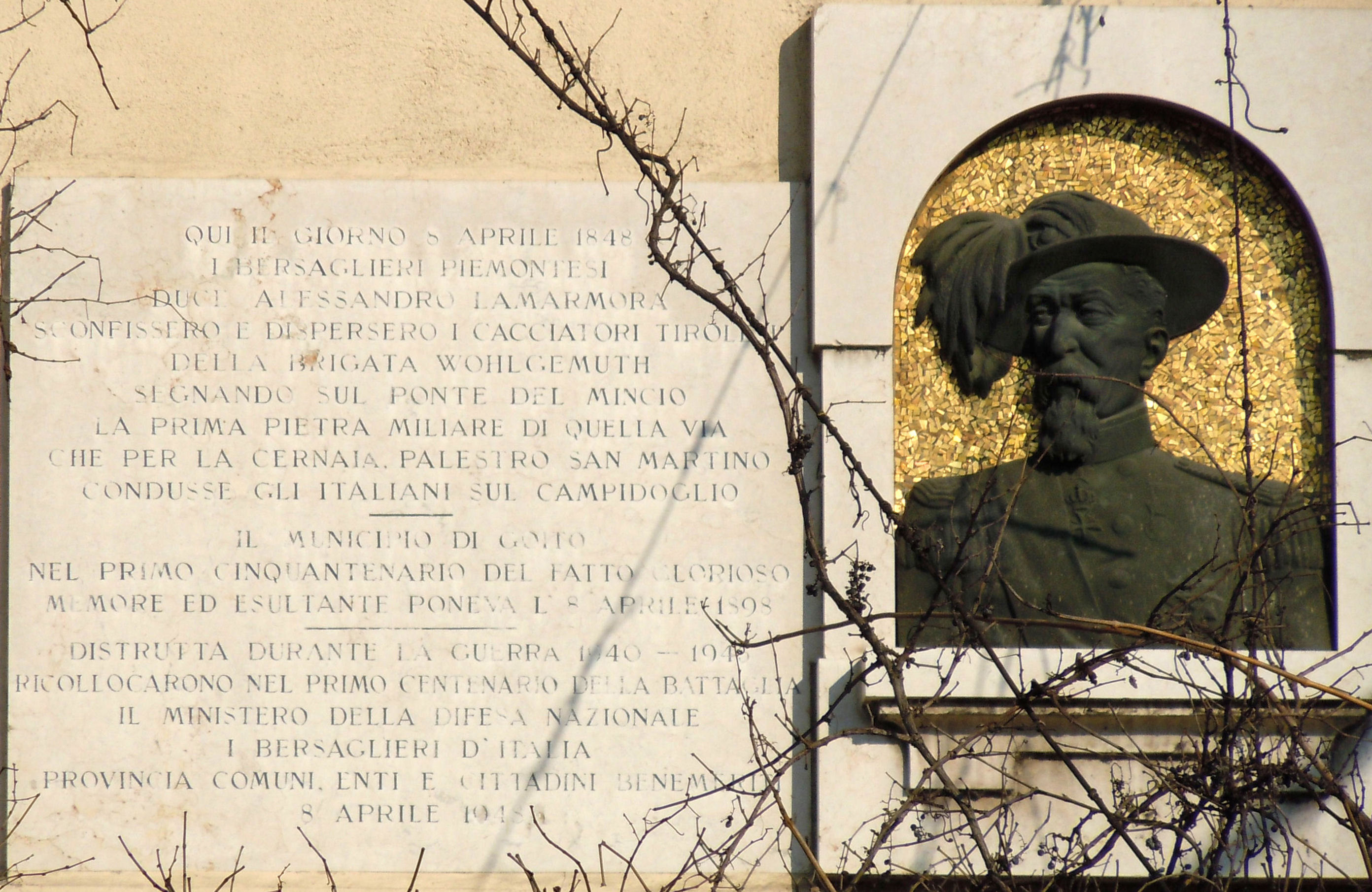
Lapide a Goito a ricordo della battaglia dell'8 aprile 1848

Dotato di ampia autonomia operativa, il corpo era formato da uomini addestrati alla corsa ed al tiro con armi di concezione moderna pronti ad agire, anche isolatamente, per impegnare di sorpresa l'avversario in azioni di disturbo col preciso intento di sconvolgerne i piani, organizzati in piccoli gruppi schierati in quadrato, però, i bersaglieri potevano essere impiegati anche in contrasto alla cavalleria per romperne la carica. Le prime quattro compagnie che confluiranno poi nel I battaglione vennero formate, rispettivamente, nel luglio 1836 (la 1ª), nel gennaio 1837 (la 2ª), nel gennaio 1840 (la 3ª) e nel febbraio 1843 (la 4ª). Ricevette il battesimo del fuoco l'8 aprile 1848 nella battaglia del ponte di Goito durante la prima guerra di indipendenza italiana.
Un secondo battaglione si formò il 23 aprile 1848 ed altri tre il 30 dicembre 1848, il 10 marzo 1849 gli furono aggiunti due battaglioni bersaglieri della divisione lombarda. Nell'aprile 1849 le truppe comandate da Alfonso La Marmora intervennero per sedare i moti nella città di Genova. Con il trascorrere degli anni aumentò il numero dei battaglioni: 10 nel 1852, 16 nel 1859. Nel 1856 fu creata la carica di "ispettore del corpo dei bersaglieri", con le attribuzioni dei comandanti di brigata. Nel 1854 furono impegnati nella guerra di Crimea, prima "missione all'estero" di truppe italiane dove morì lo stesso Alessandro La Marmora.

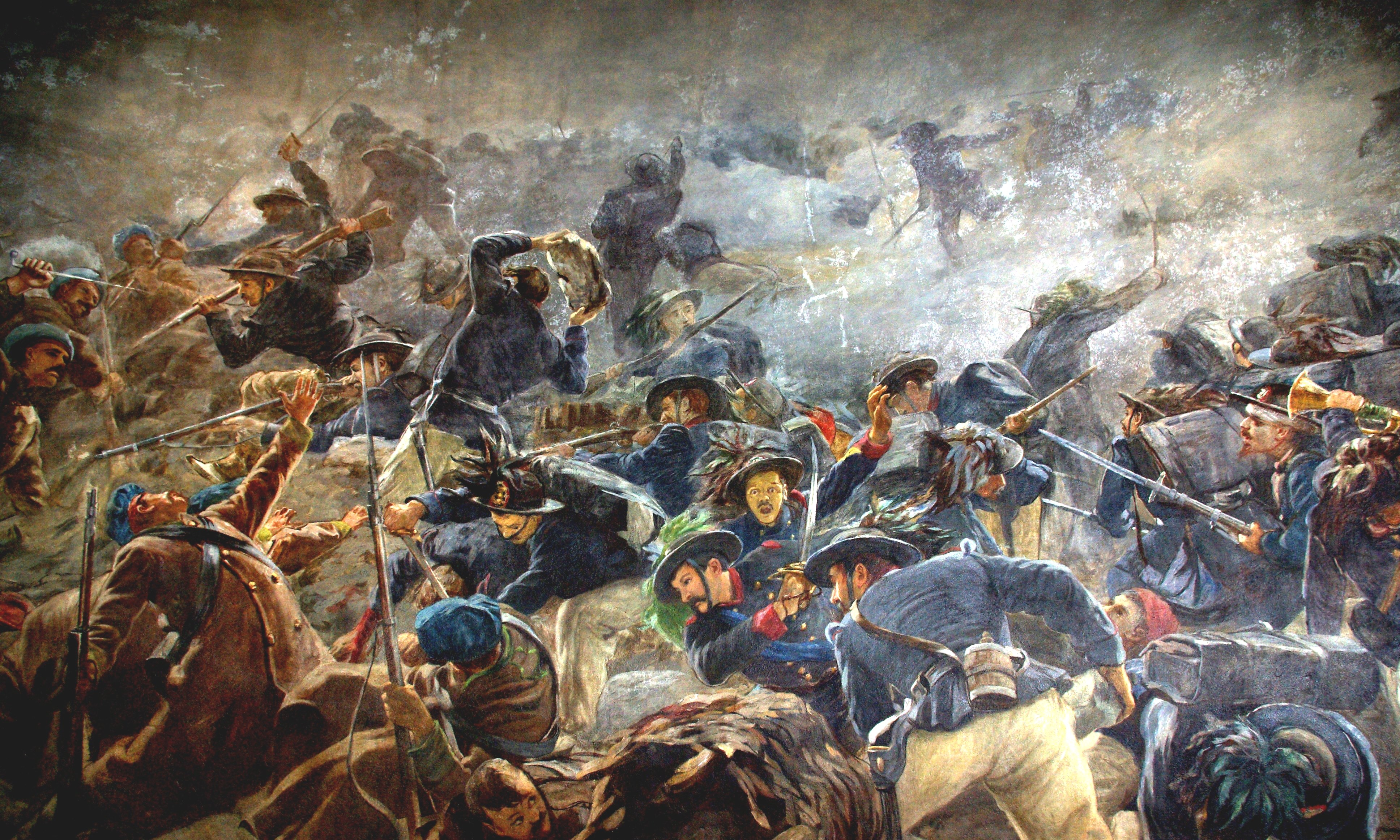
16 agosto 1855. Bersaglieri combattono a Cernaia

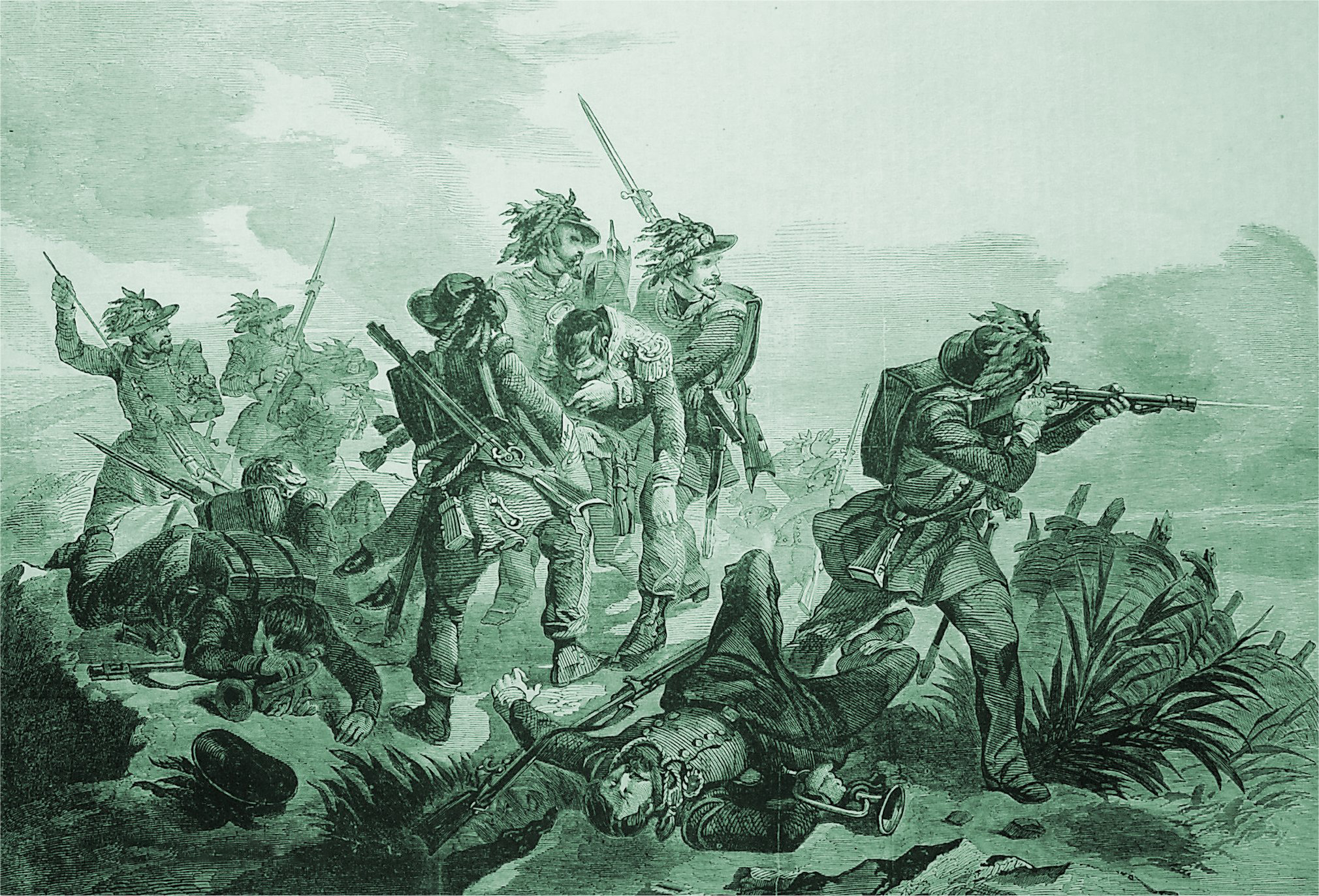
4 giugno 1859. Bersaglieri combattono a Rivoli nel 1848

### Nel Regno d'Italia
Con la proclamazione del Regno d'Italia e la trasformazione dell'Armata Sarda nel Regio Esercito avvennero profonde modificazioni. Con il R. decreto 13 gennaio 1861, vennero portati a 36 battaglioni attivi e a 6 battaglioni deposito, creati con il raggruppamento delle compagnie deposito. Ogni battaglione ebbe 4 compagnie, che furono numerate progressivamente per battaglione (da 1 a 4) e non più per intero corpo: così anche ufficialmente l'unità tattica non fu più la compagnia, bensì il battaglione. Per effetto del nuovo ordinamento fu abbreviata la denominazione "Corpo dei bersaglieri" in "Bersaglieri" e fu abolito il comando generale del corpo. 
I 36 battaglioni attivi furono raggruppati in 6 "Comandi bersaglieri di corpo d'esercito" ognuno di 6 battaglioni, costituenti unità amministrative, che assunsero il nome di "reggimento" alla fine dello stesso anno.
I reggimenti vennero assegnati ai corpi d'armata e i battaglioni assegnati alle Divisioni facenti parte dei corpi come unità da ricognizione.
- 1º Reggimento bersaglieri costituito dai battaglioni I, IX, XIII, XIX, XXI e XXVII, assegnato al I Corpo d'armata
- 2º Reggimento bersaglieri costituito dai battaglioni II, IV, X, XV, XVII e XVIII, assegnato al II Corpo d'armata
- 3º Reggimento bersaglieri costituito dai battaglioni III, V, VIII, XX, XXIII e XXV, assegnato al III Corpo d'armata
- 4º Reggimento bersaglieri costituito dai battaglioni VI, VII, XI, XII, XXXV e XXXVI, assegnato al IV Corpo d'armata
- 5º Reggimento bersaglieri costituito dai battaglioni XIV, XVI, XXII, XXIV, XXVI e XXXIV, assegnato al V Corpo d'armata
- 6º Reggimento bersaglieri costituito dai battaglioni XXVIII, XXIX, XXX, XXXI, XXXII e XXXIII, assegnato al VI Corpo d'armata

Nel 1862 i battaglioni bersaglieri vennero portati a 40 (8 per ciascun reggimento) e nel 1866 a 50 (di cui gli ultimi 10 assegnati alla riserva generale), prima di ritornare a 45 battaglioni (9 per ciascun reggimento) alla fine della Terza guerra d'indipendenza.
I bersaglieri vennero impiegati, dopo l'unificazione italiana, anche per contrastare il brigantaggio a sud. In questa occasione si dimostrarono un corpo particolarmente adatto specie per le impervietà del territorio dove vennero impiegati. Non mancarono episodi brutali che caratterizzarono da una parte e dall'altra alcune di queste operazioni di pacificazione, per altro analoghe sia nella tipologia delle truppe impiegate sia nelle modalità attuative sia negli episodi brutali a quelle precedentemente condotte nello stesso ambito e fino a pochi mesi prima dai numerosi ed ottimi Battaglioni Cacciatori dell'Esercito delle Due Sicilie borbonico.

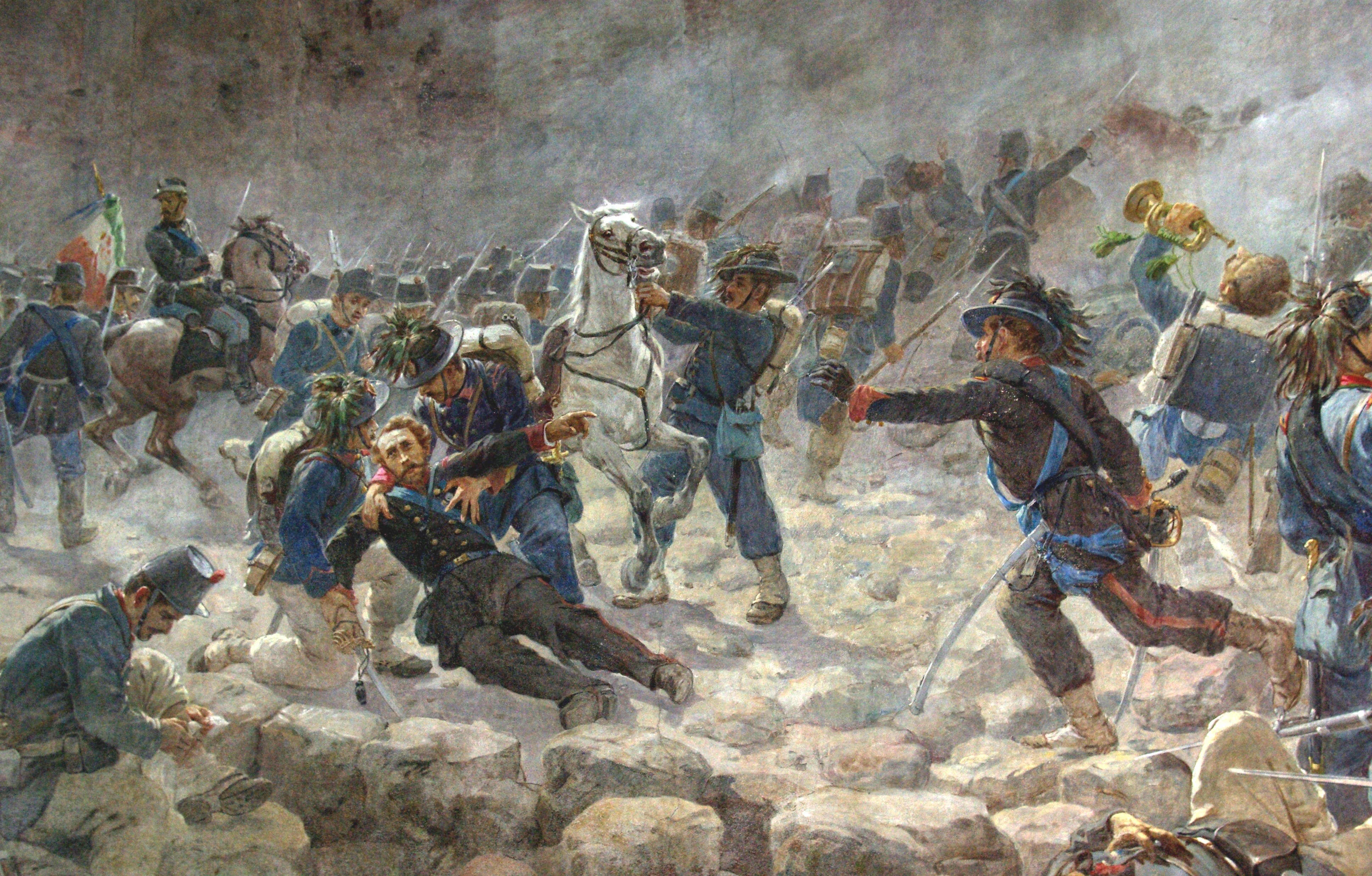
Il maggiore Giacomo Pagliari, comandante del 34º Bersaglieri, colpito a morte durante la breccia di Porta Pia nel 1870

Protagonisti della presa di Roma del 20 settembre 1870, i battaglioni persero dal 1º gennaio 1871 l'autonomia operativa assunta e la propria numerazione individuale assumendo una numerazione progressiva all'interno di ciascuno dei reggimenti, portati prima a dieci su quattro battaglioni cadauno (1871) e poi a dodici, su tre battaglioni cadauno (1883) a seguito dell'aumento dei Corpi d'Armata del Regio Esercito.
Solo nel 1886, per il cinquantennale della fondazione della specialità, i battaglioni tornarono ad avere la propria numerazione individuale. Nello stesso anno venne brevemente costituito il Reggimento Bersaglieri d'Africa su tre battaglioni di formazione ed uno di volontari, per le esigenze delle operazioni nella Colonia Eritrea. Due battaglioni vennero completamente distrutti nella battaglia di Adua. Nel 1887 venne ripristinata la carica d'ispettore dei bersaglieri, soppressa nuovamente alla fine del 1894.
Un altro battaglione di formazione venne temporaneamente attivato nel 1905 per la spedizione in Cina. Con l'ordinamento del 1910 presso ogni reggimento si formò un battaglione ciclisti. 
Alla guerra italo-turca del 1911-1912 presero parte tre reggimenti bersaglieri: l'11° a Tripoli, l'8° a Homs e il 4° a Bengasi e poi a Rodi. L'11° meritò la medaglia d'oro al valor militare.

#### Nella Prima guerra mondiale

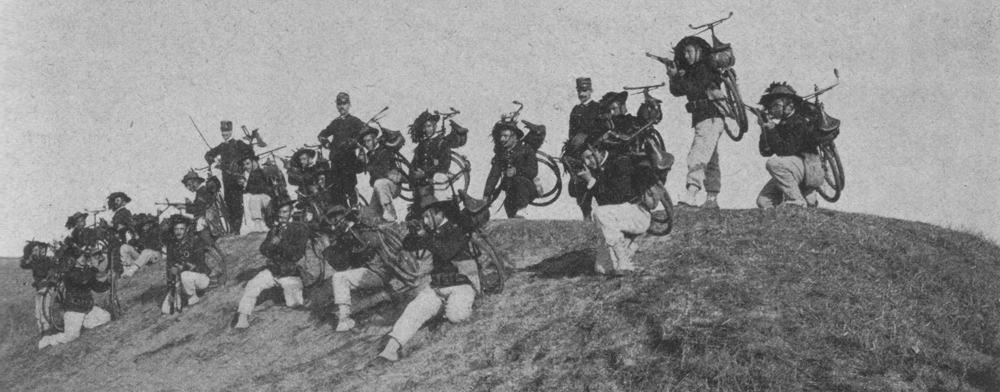
Bersaglieri ciclisti

Durante la prima guerra mondiale (1915-1918) il corpo venne ordinato in due divisioni speciali, 7 brigate con 21 reggimenti e 5 battaglioni autonomi, oltre a quattro Gruppi battaglioni bersaglieri ciclisti e tre Reparti d'Assalto, raggiungendo la massima consistenza.
Il 3 novembre 1918 la II Brigata, composta dal 7° e dall'11º Reggimento bersaglieri, partì la mattina presto da Venezia alla volta di Trieste sulla cacciatorpediniera Audace. Alle 15.30 i bersaglieri sbarcarono al Molo San Carlo (oggi Molo Audace) e raggiunsero il Colle di San Giusto, dove, sul campanile della cattedrale omonima, issarono il primo Tricolore, donato dalle donne triestine.

#### Nel primo dopoguerra
Sciolti nel 1919 tutti i nuovi reparti costituiti durante la Grande Guerra (in realtà l'ordine, per un errore materiale di compilazione, prevedeva lo scioglimento di tutti i reggimenti bersaglieri senza distinzioni, ma venne ovviamente applicato solo ai reggimenti dal 13° al 21°), l'ordinamento del 1923 riportò a 12 i reggimenti bersaglieri, di cui 6 furono trasformati in ciclisti, e perfezionato nel 1924 con i 12 reggimenti bersaglieri trasformati tutti in ciclisti. L'organico cambiò nel 1936. Nel 1935-36 alcuni reggimenti bersaglieri partecipano alla guerra di Etiopia.
Reparti di bersaglieri parteciparono nel 1939 all'occupazione dell'Albania, le cui operazioni durarono pochi giorni e, salvo qualche scontro, non ci furono grosse battaglie. Il corpo di spedizione era composto da due scaglioni; del primo facevano parte 12 battaglioni bersaglieri, 9 ciclisti, 1 motociclista, 1 autoportato e 1 misto. I reparti bersaglieri che parteciparono all'occupazione dell'Albania erano così inquadrati:
- Colonna Durazzo: comando del 2º reggimento;
- Colonna San Giovanni di Medua: comando del 9º reggimento;
- Colonna di Valona: comando del 1º reggimento;
- Colonna di Santi Quaranta: comando del 12º reggimento.

In tre giorni tutti gli obiettivi furono raggiunti; l'ultimo fu la città di Fieri, che venne occupata alle ore 18 dell'8 aprile.

#### Nella Seconda guerra mondiale

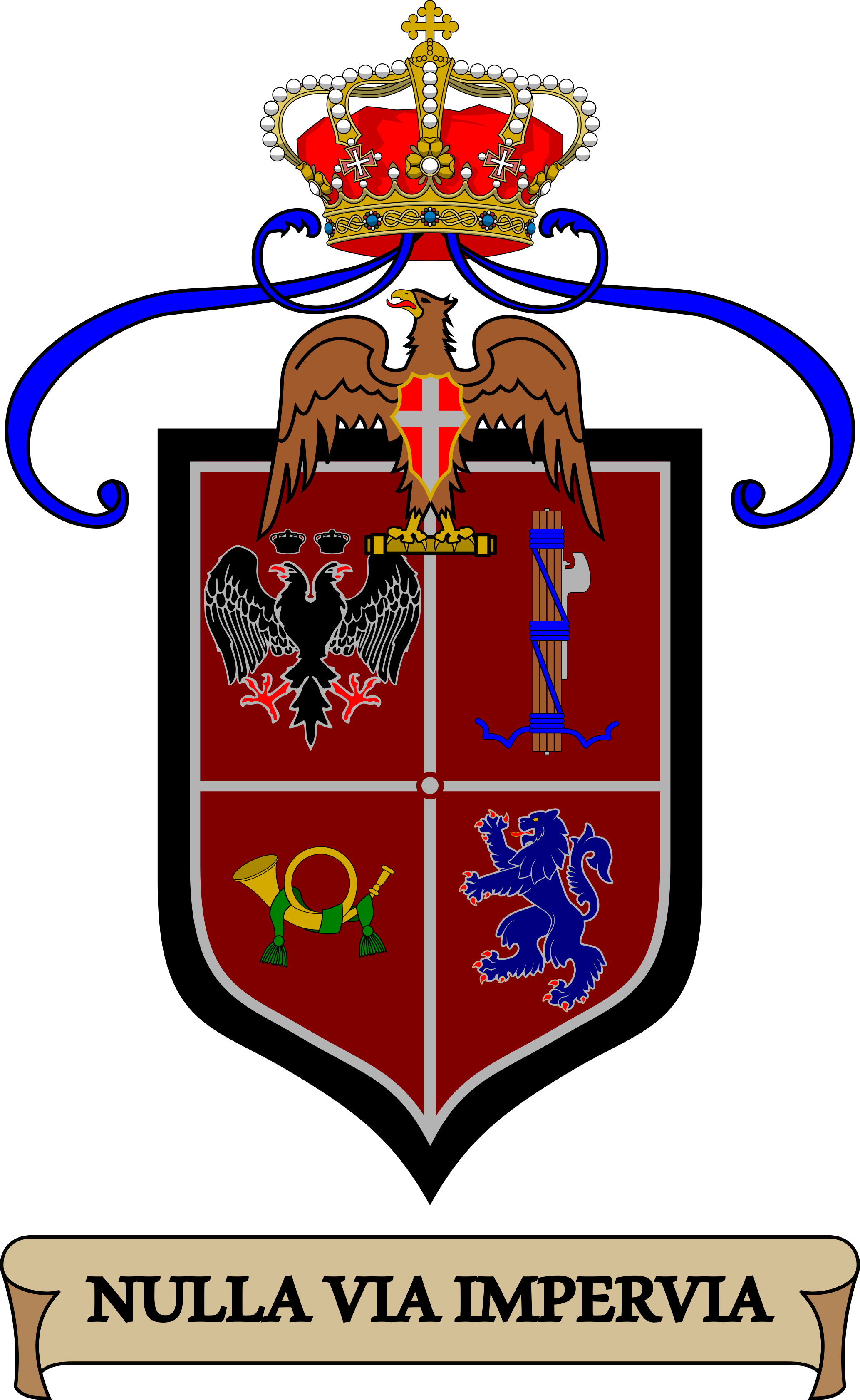
Stemma araldico del 5º Reggimento Bersaglieri (1939)

Durante la seconda guerra mondiale i reggimenti bersaglieri erano inquadrati nelle divisioni corazzate, motorizzate e celeri, e combatterono su tutti i fronti. Dalla fine del 1940 al 1942 il 1º, il 2º e il 4º Reggimento si distinsero sul fronte greco-albanese, mentre l'11° in Jugoslavia.
Il 5°, il 7°, 8°,9,10º e il 12º reggimento dal 1941 si distinsero sul fronte africano, sotto il comando del generale tedesco Rommel. Grazie al loro intervento di schermaglia nel 1942 riuscì ad ottenere una ritirata strategica in netta inferiorità numerica durante la seconda battaglia di El Alamein, contro le truppe inglesi limitando le perdite, e combatterono fino al maggio 1943 in Tunisia.
Il 22 giugno 1941 la Germania diede inizio all'operazione Barbarossa, l'attacco all'Unione Sovietica. Il Regio esercito inviò il 10 luglio 1941 il Corpo di Spedizione Italiano in Russia (C.S.l.R.) composto da 3 divisioni celeri:Pasubio, Torino e Principe Amedeo Duca d'Aosta. In quest'ultima divisione confluì il 3º reggimento bersaglieri. Nelle varie azioni i reparti vennero spostati alle dipendenze delle varie unità.
Alla fine del 1941 il reggimento aveva perso la metà degli effettivi, così ne fu inviato uno nuovo, il 6º Reggimento, reduce dalla Jugoslavia. Questo risultava composto da 3 battaglioni, il VI, XIII e XIX, 106ª compagnia motociclisti, 272ª cannoni e XIV autogruppo. La 17ª motociclisti e la 72ª cannoni, che appartenevano al 6°, erano in Africa settentrionale mentre la 2ª motociclisti e la 172ª cannoni erano già in Russia con il 3º reggimento. 

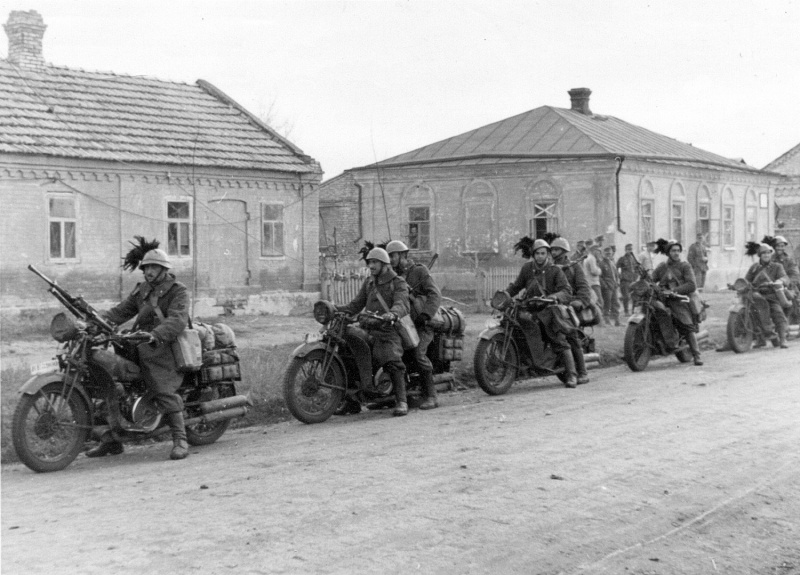
Colonna di bersaglieri nel 1941 in Russia

Dall'Italia, per rinforzare il 3°, giunse il 103º battaglione complementi bis con 600 uomini. Nell'estate del 1942 arrivò un nuovo battaglione, il LXVII reparto di bersaglieri corazzato su carri L6-40. Con 3 compagnie motociclisti, la 106ª/6°, la 2ª/6ª e la 3ª/3° fu costituito il XLVII battaglione motociclisti. Il 9 luglio il C.S.I.R. diventò XXXV corpo d'armata inquadrato nell'8ª armata italiana. Verso la fine del dicembre 1942, il 3º reggimento venne praticamente distrutto in combattimento. Anche il 6°, a causa delle gravi perdite, fu ricostituito: comando, VI e XIX battaglione (con alcuni superstiti del 3°) e altri reparti minori. Alcuni scampati dalla distruzione del 3º reggimento vennero riuniti il 14 marzo presso il comando celere, a Sytnlcovo, per far parte di un nucleo provvisorio del 3º reggimento comandato da un capitano che li riportò in Italia alla fine del marzo 1943.

#### Nella Guerra di Liberazione
Il contributo del corpo proseguì durante la guerra di liberazione italiana, con i reparti integrati nell'esercito cobelligerante italiano e nel Corpo Italiano di Liberazione. In particolare:
- 4º Reggimento bersaglieri
  - Battaglione XXI
  - Battaglione XXXIII
  - 1ª Compagnia motociclisti
- LI Battaglione bersaglieri di istruzione
- 3º Reggimento bersaglieri, 
  - Battaglione XXIX
- Battaglione bersaglieri "Goito"

Occorre dividere le vicende dei Bersaglieri del Regno d'Italia dopo l'8 settembre 1943 in tre parti. La prima ha inizio con la creazione del 1º raggruppamento motorizzato il 28 settembre 1943. In questo reparto, forte di 5.000 uomini, venne inquadrato il LI battaglione bersaglieri d'istruzione allievi ufficiali di complemento, il raggruppamento motorizzato prese parte alla battaglia di Montelungo. Nel gennaio 1944 fu ricostituito il 4º reggimento bersaglieri su: compagnia comando, XXIX battaglione su 3 compagnie moschettieri, 1 accompagnamento ed 1 comando, XXXIII battaglione della stessa consistenza dell'altro. Il secondo periodo è quello del Corpo Italiano di Liberazione (C.I.L.) che dal 18 aprile 1944 sostituì il raggruppamento motorizzato. Il 4º reggimento fu ampliato (agosto) con l'aggiunta della 1ª compagnia motociclisti. Il terzo periodo inizia il 24 settembre con la creazione dei gruppi di combattimento che operarono fino all'8 maggio 1945. Il 4º reggimento venne sciolto e fu formato il battaglione Goito inquadrato nel Legnano. Il battaglione era composto da una compagnia comando, 5ª, 6ª e 7ª compagnie bersaglieri e l'8ª compagnia armi d'accompagnamento. Poco prima della fine, a Brescia, cambiò nuovamente in LI battaglione con sede a Milano. Oltre a questi reparti, ci fu anche il 447º battaglione bersaglieri che assorbì anche i colleghi del battaglione DLVIII dislocato in Calabria, ma che non combatté alcuna battaglia.

### Nella Reggenza Italiana del Carnaro
Tra il settembre 1919 ed il dicembre 1920 diversi reparti di Bersaglieri si unirono ai volontari guidati da Gabriele D'Annunzio e presero parte all'Impresa di Fiume inquadrati nel Gruppo di Battaglioni Bersaglieri (poi Reggimento Bersaglieri di Fiume d'Italia, poi Legione Bersaglieri di Fiume), andando a costituire l'elemento più numeroso ed omogeneo delle forze armate della auoproclamata Reggenza italiana del Carnaro. Gli oltre 2.500 Bersaglieri disertori (VIII battaglione ciclisti, XXXVII e XLIII battaglione del 4º Reggimento, XLVI battaglione del 5º Reggimento ed elementi dell'11º Reggimento) furono successivamente amnistiati e riammessi nei ranghi del Regio Esercito.

### Nella Repubblica Sociale Italiana
Dopo l'Armistizio dell'8 settembre 1943, numerosi reparti bersaglieri vennero formati all'interno delle Forze Armate della Repubblica Sociale Italiana, sia con personale di leva militare che volontario. I reparti furono:
- 1ª Divisione bersaglieri "Italia", su:
  - 1º Reggimento bersaglieri (su I, II e III battaglione)
  - 2º Reggimento bersaglieri (su I, II e III battaglione)
  - Gruppo esplorante divisionale
  - Compagnia anticarro divisionale
  - CIV Battaglione complementi
- Gruppo esplorante divisionale della 2ª Divisione granatieri "Littorio"
- Gruppo esplorante divisionale della 4ª Divisione alpina "Monterosa"
- 3º Reggimento bersaglieri volontari, su:
  - XVIII Battaglione bersaglieri (poi IV Battaglione difesa costiera)
  - XX Battaglione bersaglieri (poi I Battaglione difesa costiera)
  - XXV Battaglione bersaglieri (poi II Battaglione difesa costiera)
  - LI Battaglione bersaglieri (poi III Battaglione difesa costiera)
- 8º Reggimento bersaglieri (poi Reggimento bersaglieri volontari "Luciano Manara") su:
  - I Battaglione bersaglieri "Benito Mussolini"
  - II Battaglione bersaglieri "Goffredo Mameli"
  - III Battaglione bersaglieri "Enrico Toti"
- I Battaglione arditi bersaglieri del Raggruppamento Anti Partigiani
- III Battaglione bersaglieri del Reggimento volontari "Tagliamento"
- XXVI Battaglione bersaglieri volontari
- Battaglione bersaglieri "Fulmine" della Divisione fanteria di marina Xª

Riguardo ai reparti che combatterono nelle file della Repubblica Sociale Italiana il primo reparto a costituirsi fu il 3º reggimento volontari formato a Milano il 27 settembre 1943, con personale proveniente dal vecchio 3º reggimento. In pochi giorni si creò il comando, il reparto comando reggimentale, i battaglioni XVIII, XX, XXV e LI. I battaglioni erano formati da una compagnia comando e da quattro compagnie bersaglieri. Il XX battaglione aveva due compagnie ciclisti e fungeva da battaglione allievi ufficiali. Agli inizi del 1944 il reggimento sarebbe dovuto diventare 1º reggimento ma poi il comando venne spostato in Germania per raggiungere la divisione bersaglieri Italia. I battaglioni che formavano il reggimento diventarono autonomi, cambiando la numerazione e lasciando la vecchia come riferimento. I nuovi reparti erano: il I (LI), il II (XX), il III (XXV) ed il IV (XVIII).
Dal 2 agosto si trovarono alle dipendenze dell'Armata italiana Liguria. L'8º reggimento bersaglieri, successivamente denominato Manara, venne costituito l'11 settembre 1943 a Verona. Il primo reparto a formarsi ed a raggiungere il fronte fu il 1º battaglione bersaglieri Mussolini, che combatté dalla fine di ottobre 1943 fino al 30 aprile 1945 sulla frontiera orientale; era costituito su: comando, compagnia comando, 1ª compagnia guastatori, 2ª e 3ª compagnia mitraglieri, 4ª compagnia mortai. La zona d'operazioni fu la valle Boccia, la valle dell'Isonzo da Caporetto a Monfalcone, Tolmino, Piedicolle e Capivano. Questo reparto subì perdite gravissime. Il 28 aprile 1945 ebbe l'ordine di riunirsi a Santa Lucia e da lì muovere insieme con il 3º battaglione verso Cividale.
Durante il ripiegamento i reparti furono attaccati e praticamente distrutti. I pochi superstiti vennero deportati nel campo di concentramento di Borovnica, presso Lubiana, dove subirono le peggiori angherie. Solo pochissimi nel 1946 riuscirono ad uscire da quel vero inferno. Altri reparti furono il 2º battaglione Mameli, che operò sul fronte adriatico, in Garfagnana e si arrese nella zona di Parma. Il 3º battaglione Toti fu formato il 20 maggio 1944. La divisione bersaglieri Italia fu costituita a Heuberg, in Germania, con volontari provenienti dai campi di concentramento (in tutto erano 14.000 uomini). Era dislocata a sud di Parma, combatté in Garfagnana e si sciolse il 28 aprile in Val di Taro. Per ultimo, citiamo il battaglione bersaglieri Fulmine, inquadrato nella X MAS, successivamente Decima divisione. Il reparto combatté sul fronte orientale, venne accerchiato a Tarnova della Selva, in territorio slavo, e fu liberato grazie all'azione di un altro reparto della Decima, la 1ª compagnia del battaglione guastatori alpini Valanga. Anche qui, come per il Mussolini, si ebbero molte perdite e i prigionieri furono trattati in maniera disumana.
Almeno due bersaglieri furono insigniti della Medaglia d'Oro al Valor Militare della Repubblica Sociale Italiana:
- Cap. Cesare ("Rino") Cozzarini, Battaglione Volontari Bersaglieri "M"[13] (Mignano Montelungo, 10 novembre 1943)
- Serg. Stefano Rizzardi, I Battaglione Bersaglieri Volontari "Benito Mussolini" (Lom di Canale, 25 ottobre 1943)

### Nella Repubblica Italiana
Già nel 1946 avvenne la ricostruzione del 3º Reggimento cui fece seguito nel 1949 quella dell'8º e del 1º Reggimento bersaglieri. Dei battaglioni di bersaglieri vennero gradualmente inseriti nell'organico dei reggimenti carri e dei reggimenti di fanteria corazzata. Negli anni '70, l'Esercito schierava le seguenti unità di bersaglieri:
- 1º Reggimento bersaglieri corazzato (Civitavecchia)
- 3º Reggimento bersaglieri (Milano)
- 8º Reggimento bersaglieri (Pordenone)
- I Battaglione bersaglieri (Civitavecchia) alle dipendenze del 1º Reggimento bersaglieri corazzato
- II Battaglione bersaglieri (Legnano) alle dipendenze del 4º Reggimento fanteria corazzato
- III Battaglione bersaglieri (Pordenone) alle dipendenze dell'8º Reggimento bersaglieri
- IV Battaglione bersaglieri (Persano) alle dipendenze del 3º Reggimento fanteria corazzato
- V Battaglione bersaglieri (Pordenone) alle dipendenze dell'8º Reggimento bersaglieri
- VI Battaglione bersaglieri (Torino) alle dipendenze del 22º Reggimento fanteria corazzato "Cremona"
- XI Battaglione bersaglieri (Sacile) alle dipendenze del 182º Reggimento fanteria corazzato "Garibaldi"
- XII Battaglione bersaglieri (Pordenone) alle dipendenze dell'8º Reggimento bersaglieri
- XVIII Battaglione bersaglieri (Milano) alle dipendenze del 3º Reggimento bersaglieri
- XX Battaglione bersaglieri (Milano) alle dipendenze del 3º Reggimento bersaglieri
- XXIII Battaglione bersaglieri (Tauriano) alle dipendenze del 32º Reggimento carri
- XXV Battaglione bersaglieri (Solbiate Olona) alle dipendenze del 3º Reggimento bersaglieri
- XXVIII Battaglione bersaglieri (Bellinzago Novarese) alle dipendenze del 31º Reggimento carri
- XXXVIII Battaglione bersaglieri (Aviano) alle dipendenze del 132º Reggimento carri
- Battaglione addestramento reclute bersaglieri (Roma) alle dipendenze dell'VIII Comando militare territoriale

Con la ristrutturazione dell'Esercito del 1975, che portò alla soppressione dei reggimenti, i comandi del 3º e dell'8º Reggimento bersaglieri furono trasformanti comandi di due brigate meccanizzate, la 3^ "Goito" e l'8^ "Garibaldi". I battaglioni bersaglieri, divenuti autonomi, furono posti alle dipendenze di varie brigate meccanizzate e corazzate; furono altresì costituite unità minori dei bersaglieri, a livello di compagnia autonoma.
Al termine della ristrutturazione, completata tra il 1976 ed il 1977, nell'ordine di battaglia dell'Esercito figuravano le seguenti unità di bersaglieri:
- Comando 3ª Brigata meccanizzata "Goito" e relativa Compagnia comando e servizi (Milano)
- Comando 8ª Brigata meccanizzata "Garibaldi" e relativa Compagnia comando e servizi (Pordenone)
- 1º Battaglione bersaglieri "La Marmora" (Civitavecchia)
- 2º Battaglione bersaglieri "Governolo" (Legnano)
- 3º Battaglione bersaglieri "Cernaia" (Pordenone)
- 6º Battaglione bersaglieri "Palestro" (Torino)
- 10º Battaglione bersaglieri "Bezzecca" (Solbiate Olona)
- 11º Battaglione bersaglieri "Caprera" (Orcenigo di Zoppola)
- 14º Battaglione bersaglieri "Sernaglia" (Albenga)
- 18º Battaglione bersaglieri "Poggio Scanno" (Milano)
- 23º Battaglione bersaglieri "Castel di Borgo" (Tauriano)
- 26º Battaglione bersaglieri "Castelfidardo" (Maniago)
- 27º Battaglione bersaglieri "Jamiano" (Aviano)
- 28º Battaglione bersaglieri "Oslavia" (Bellinzago Novarese)
- 67º Battaglione bersaglieri "Fagarè" (Persano)
- Compagnia controcarri "Goito" (Vercelli)
- Compagnia controcarri "Garibaldi" (Vivaro)
- Compagnia meccanizzata del 1º Reggimento corazzato (Capo Teulada)
- 1ª Compagnia speciale bersaglieri atleti (Roma)
- 2ª Compagnia speciale bersaglieri atleti (Napoli)
- 3ª Compagnia speciale bersaglieri atleti (Bologna)
- 4ª Compagnia speciale bersaglieri atleti (Orvieto)

A partire dai primi anni '90, una seconda ristrutturazione dell'Esercito portò alla soppressione di numerose unità, tra le quali la 3ª Brigata meccanizzata "Goito", e l'accorpamento e trasferimento di alcune di quelle rimaste in vita; la ridenominazione dell'8ª Brigata meccanizzata "Garibaldi" in Brigata Bersaglieri "Garibaldi" ed il suo trasferimento dal Friuli Venezia Giulia alla Campania; infine, vennero ricostituiti i reggimenti, sulla base ciascuno di uno dei preesistenti battaglioni. Al termine della ristrutturazione, risultavano in vita le seguenti unità di bersaglieri:
- Comando Brigata bersaglieri "Garibaldi" e relativa Compagnia comando e servizi (Caserta)
- 1º Reggimento bersaglieri (Civitavecchia)
- 2º Reggimento bersaglieri (Legnano)
- 3º Reggimento bersaglieri (Milano)
- 6º Reggimento bersaglieri (Bologna)
- 7º Reggimento bersaglieri (Bari)
- 8º Reggimento bersaglieri (Caserta)
- 11º Reggimento bersaglieri (Orcenico Superiore di Zoppola)
- 12º Reggimento bersaglieri (Trapani)
- 18º Reggimento bersaglieri (Cosenza)

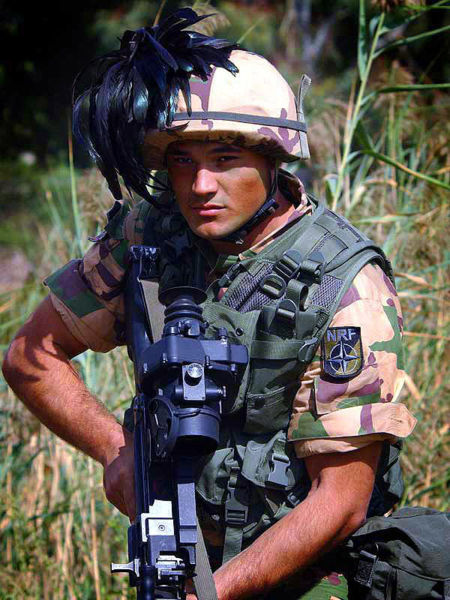
Bersagliere inquadrato nella NATO Responce Force

A partire dagli anni 1980 reparti di bersaglieri sono stati frequentemente schierati fuori dall'Italia nell'ambito di quasi tutte le missioni militari italiane all'estero, operando in Libano, Bosnia-Erzegovina, Albania, Macedonia, Kosovo, Somalia, Iraq, Kurdistan, Afghanistan, Lettonia e Libia.
In queste missioni ci sono stati diversi caduti. Nel 1994 in Somalia il bersagliere Alessandro Giardina, fu ferito accidentalmente da un commilitone e rimasto tetraplegico, morì in Italia nel 2001 a causa delle complicazioni dovute alla ferita riportata.
Nel 1999 in Bosnia, a Đakovica, in un incidente con la propria arma da fuoco perde la vita Pasquale Dragano, caporal maggiore del 18º reggimento bersaglieri. Nel 2012 in Kosovo per un incidente con la propria arma da fuoco morì Michele Padula, caporal maggiore dell'11º Reggimento bersaglieri. Nel 2013 in Afghanistan cadde nel corso di un attacco a Farah, Giuseppe La Rosa, capitano del 3º Reggimento bersaglieri, decorato di medaglia d'oro al valor militare alla memoria.

## Decalogo di La Marmora
1. Obbedienza
2. Rispetto
3. Conoscenza assoluta della propria carabina[14]
4. Molto esercizio di tiro[15]
5. Ginnastica di ogni genere sino alla frenesia
6. Cameratismo
7. Sentimento della famiglia
8. Rispetto alle leggi e onore al Re[16]
9. Amore alla Patria[17]
10. Fiducia in sé stessi sino alla presunzione.

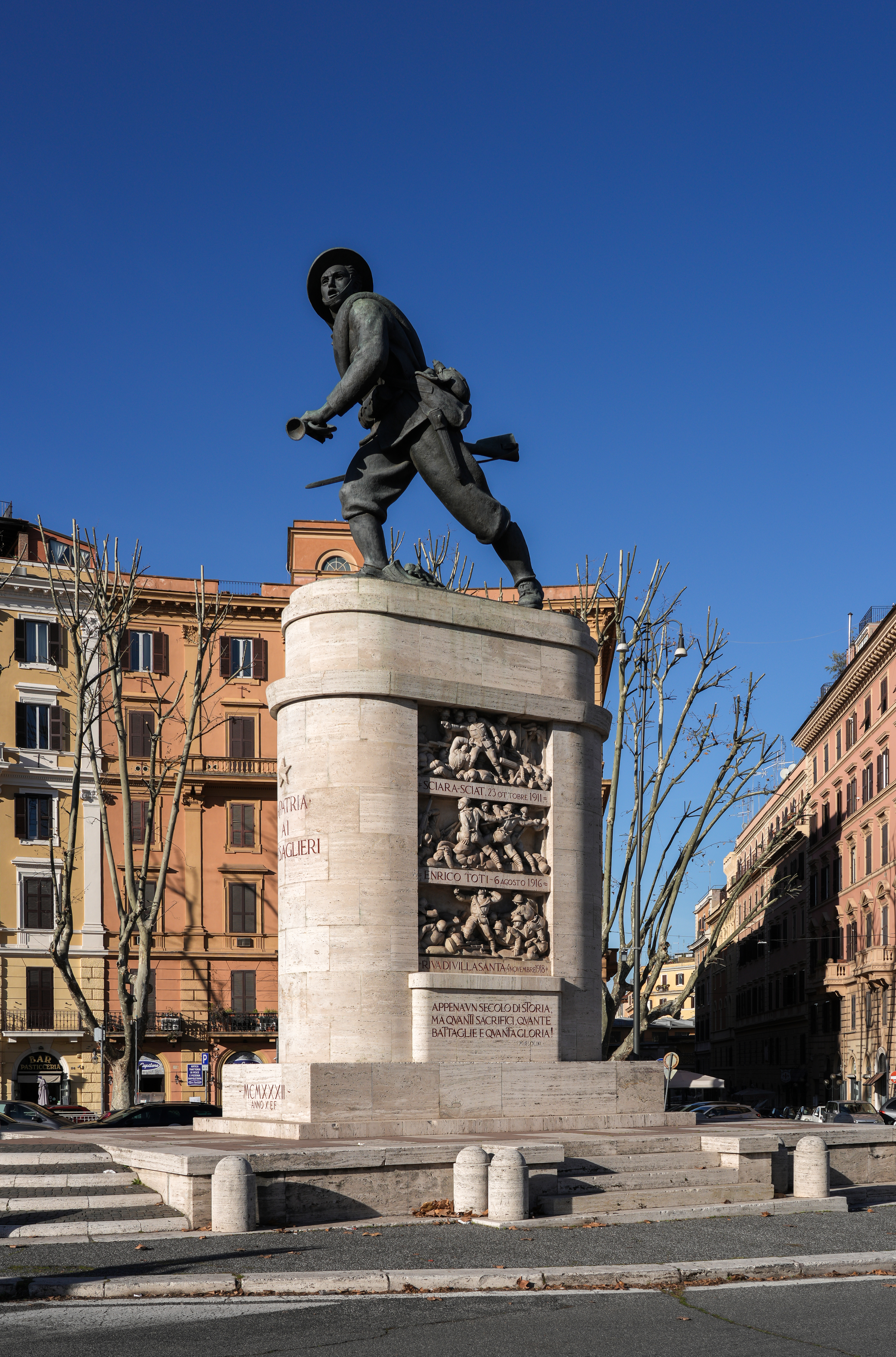
Monumento al bersagliere, Roma, piazzale di Porta Pia (1936)

## I simboli del Corpo

### La bandiera
I bersaglieri, in quanto ordinati al livello massimo di battaglione, non avevano né potevano avere la bandiera, concessa ai soli reggimenti. Non la ebbero nemmeno alla fine del 1870, quando i loro battaglioni furono ordinati in Reggimenti, in quanto era previsto che i reparti di Bersaglieri avrebbero comunque operato sul campo di battaglia in piccoli distaccamenti avanzati con compiti di fanteria leggera e (come accadeva anche nella maggior parte dei reparti analoghi degli altri eserciti europei) l'utilità pratica della bandiera in queste circostanze appariva marginale rispetto al considerevole rischio di vederla catturata dal nemico durante le fasi caotiche del combattimento d'avanguardia. Fu solo con il regio decreto 17 ottobre 1920 n. 1488 che i reggimenti Bersaglieri ebbero le loro prime insegne, sotto forma di labari, contemporaneamente ai reggimenti Alpini ed ai reparti Arditi, per consentirvi l'apposizione delle decorazioni al valor militare "alla bandiera" conferite ai reparti per i fatti d'arme della Prima guerra mondiale.
Il 7 giugno 1938 il labaro venne sostituito dalla bandiera nazionale, adottando un “formato ridotto” analogo agli stendardi della Cavalleria, che in quel periodo era associata strettamente ai Bersaglieri nell'ambito delle Truppe Celeri. Gli alfieri dei Bersaglieri continuarono a portare la bandiera in parata come i loro vecchi labari, ossia con la base dell'asta inserita nel bicchiere di una tracolla di cuoio e l'asta stessa sorretta dal solo braccio destro, inclinata in avanti.
Con l'avvento della Repubblica, il “formato ridotto” lasciò il posto al “tipo unico” e la tracolla di cuoio venne abolita: la bandiera in parata venne da quel momento impugnata dall'alfiere a due mani, sempre inclinata in avanti e scostata dal corpo.

### La fanfara

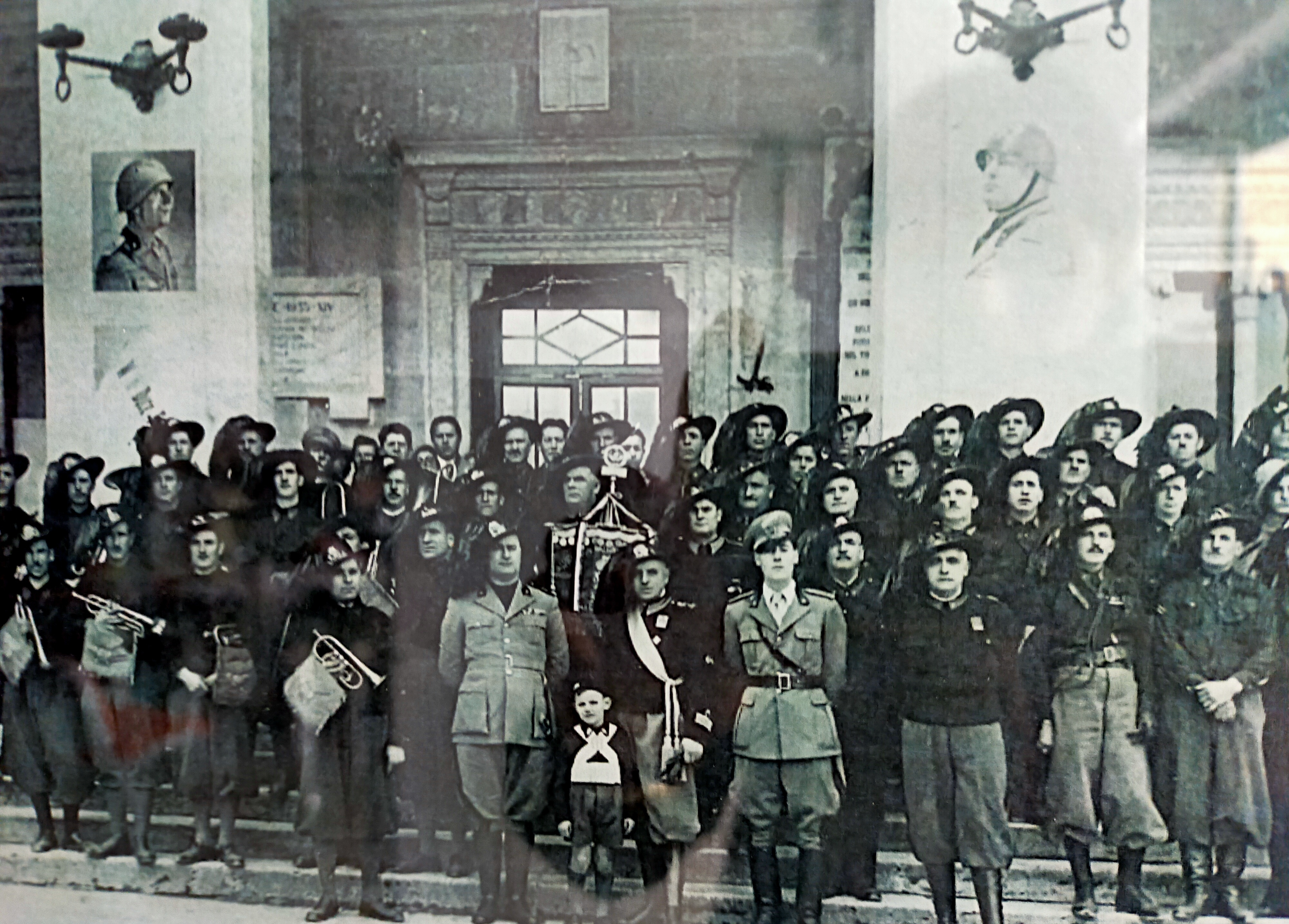
18 giugno 1936: centenario della fondazione dei bersaglieri, sezione "A. Mattei" di Avezzano con la fanfara

La fanfara dei Bersaglieri nacque con la loro prima compagnia il 1º luglio 1836, quando un reparto uscì dalla caserma Ceppi di Torino con strumenti a fiato assieme alle armi: «…marciavano in testa dodici soldati con la carabina sulla spalla sinistra, tenendo nella destra corni da caccia con cui suonavano una marcia allegra, vivace e tale da far venire la voglia di correre anche agli sciancati…» (Quarenghi)
Da allora i bersaglieri non possono partecipare ad una sfilata in assenza della fanfara e l'atto costitutivo del 18 giugno 1836 stabilisce che per ogni compagnia vi siano 13 trombe ed un caporale trombettiere. La riunione per l'addestramento musicale dei trombettieri delle varie compagnie diede origine alla fanfara di battaglione, che in pochi anni divenne un reparto autonomo, mentre le singole compagnie continuarono a disporre di propri trombettieri. Alle trombe si sono aggiunti con il tempo altri strumenti a fiato.
Oggi è l'unica banda al mondo ad esibirsi a passo di corsa. L'uso deriverebbe, secondo la tradizione popolare, dall'ingresso in Roma, alla breccia di Porta Pia, che doveva effettuarsi a passo di carica, ma che invece divenne spontaneamente una corsa dei soldati.
Oltre alla fanfara della Brigata bersaglieri "Garibaldi", il 3º, il 6º, il 7º e l'11º Reggimento bersaglieri hanno una propria fanfara.

### L'inno
L'inno dei bersaglieri è stato composto nel 1860 dal giovanissimo ufficiale del bersaglieri Giulio Ricordi con testo del poeta Giuseppe Regaldi. Nel 1862 Pietro Luigi Hertel ne fece una versione titolata "Flik Flok". L'arrangiamento attuale fu nel 1886 del maestro Raffaele Cuconato come "Marcia dei Bersaglieri".

### I motti dei Reggimenti
- 1º Reggimento: "Ictu impetuque primus" (Primo nel colpire e nell’attacco)
- 2º Reggimento: "Nulli secundus" (Secondi a nessuno)
- 3º Reggimento: "Maiora viribus audere" (Osare con forze maggiori)
- 4º Reggimento: "Vis animus impetus" (Forza coraggio impeto)
- 5º Reggimento: "Nulla via impervia" (Nessun percorso è inaccessibile)
- 6º Reggimento: "Certamine victures ardeo" (Anelo di vincere le battaglie)
- 7º Reggimento: "Celeritate ac virtute" (Con velocità e valore)
- 8º Reggimento: "Velox ad impetum" (Veloce nell'attacco)
- 9º Reggimento: "Invicte fortifiter celerrime" (Invincibilmente, più fortemente, più velocemente)
- 10º Reggimento: "In flammis flamma" (Fiamma tra le fiamme)
- 11º Reggimento: "Quis ultra?" (Chi più di noi?)
- 12º Reggimento: "Victoria nobis vita" (La vittoria è per noi la vita)
- 13º Reggimento: "In hostem acerrimus in victoria primis" (Nel combattimento il più accanito, nella vittoria i primi)
- 14º Reggimento: "Meum tibi nomen usque gloriam florens" (Per te il mio nome fiorente fino alla gloria)
- 15º Reggimento: "Laudem despicio, gloriam auspicio" (Disprezzo le lodi, desidero la gloria)
- 16º Reggimento: "Prisca in virtute nutrior et in spe" (Mi nutro dell'antica virtù e della speranza)
- 17º Reggimento: "Nomen meum in aevum" (Il mio nome nei secoli)
- 18º Reggimento: "Invictus et paratus ad glorias renovandas" (Invitto e pronto a rinnovar le gloria)
- 19º Reggimento: "Ex vulnere vigor" (Dalla ferita la forza)
- 20º Reggimento: "Nitor in adversum" (Splendido nelle avversità)
- 21º Reggimento: "Extremus non postremus" (L'ultimo ma non il peggiore)

### Grido di guerra
I reparti bersaglieri salutano tradizionalmente con il grido di guerra "Urrà!" a partire dalla Guerra di Crimea, per derivazione o dal russo "Ura!" ("Ура!") o dal britannico "Huzzah!", ambedue di uso tradizionale nei rispettivi eserciti e di significato analogo. L'unica e rara eccezione è il ricostituito 3º Reggimento Bersaglieri che, solo se inquadrato con gli altri Reparti della Brigata "Sassari", utilizza il grido "Fortza Paris!" ("Forza insieme" in lingua sarda) della Brigata Sassari, nella quale è inquadrato dal 2009.

## L'uniforme

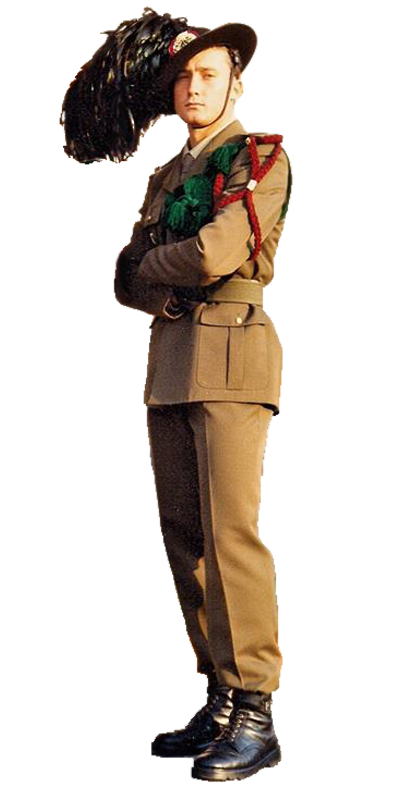
Grande Uniforme

I bersaglieri hanno le stesse dotazioni e indossano la medesima uniforme della fanteria dell'Esercito Italiano, fatta eccezione per alcune tradizionali e distintive caratteristiche proprie della specialità.

### Il cappello
Il cappello piumato, detto moretto da bersagliere o vaira in onore di Giuseppe Vayra che per primo vestì la divisa del corpo.
Si utilizza in occasione di servizi armati d'onore e di parata, quando di ronda o di picchetto e con la grande uniforme.
È il più riconoscibile emblema del Corpo, il simbolo più sentito delle sue tradizioni, secondo in questo solo al tricolore.
Il piumetto

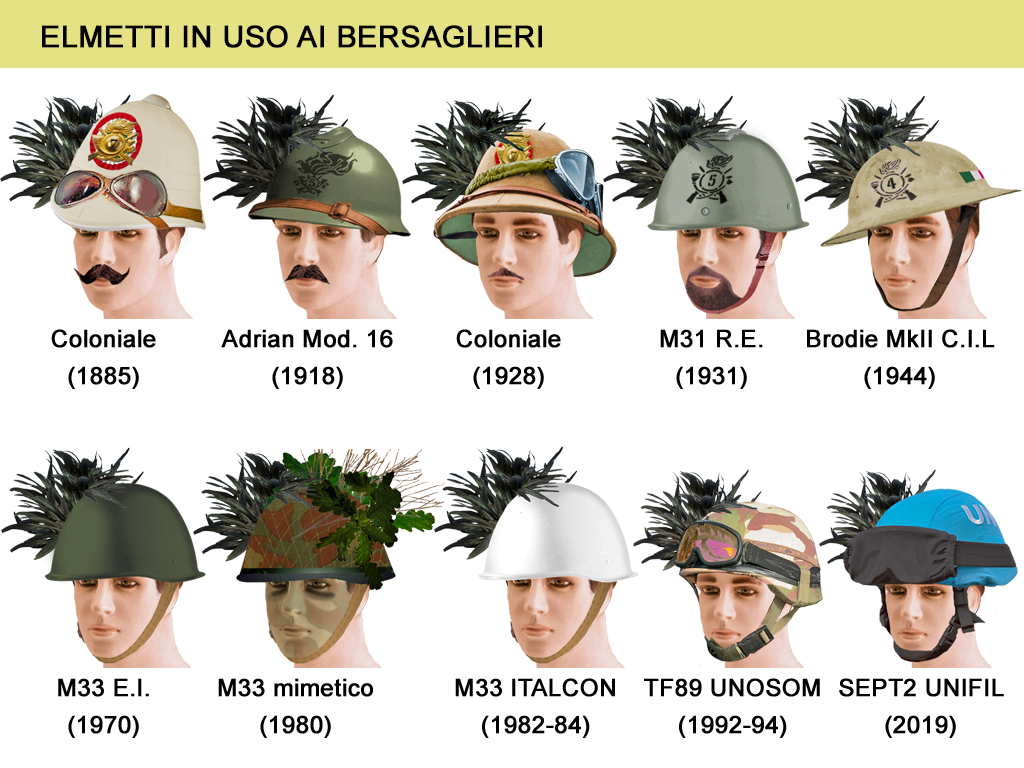

La Marmora nel concepire la divisa dei bersaglieri volle il cappello con il piumetto, affinché rappresentasse plasticamente ardore ed impeto, prontezza nello slancio e resistenza nella corsa.

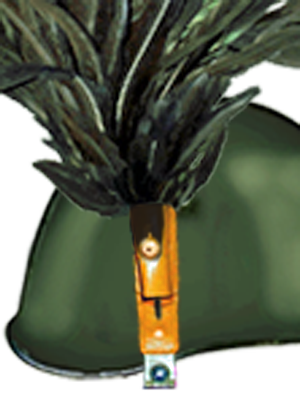
Porta piumetto

Gli ufficiali che in origine per distinguersi impiegavano penne di colore verde chiaro, uniformarono nel 1871 il colore delle loro penne con quelle nere della truppa.
Il piumetto è formato da centotrentadue penne nere naturali di cappone di varia lunghezza che assumono colore verde bronzeo, iridescente, fissate ad un gambo metallico.
I bersaglieri montano le caratteristiche piume sui loro elmetti grazie ad un apposito accessorio, il porta piumetto introdotto a partire dal Mod. 31/33 agganciato al bordo inferiore destro della calotta. Cappello, casco coloniale o elmetto che fosse, il piumetto non ha mai abbandonato i bersaglieri se non durante la prima guerra mondiale quando, tra il settembre 1915 e gli ultimi mesi del 1917, su ordine del generale Cadorna, vennero temporaneamente dismessi piumetti e penne alpine dalla zona del fronte. Il piumetto tattico montato oggi sugli elmetti ha dimensioni ridotte (50 piume).
Il fregio

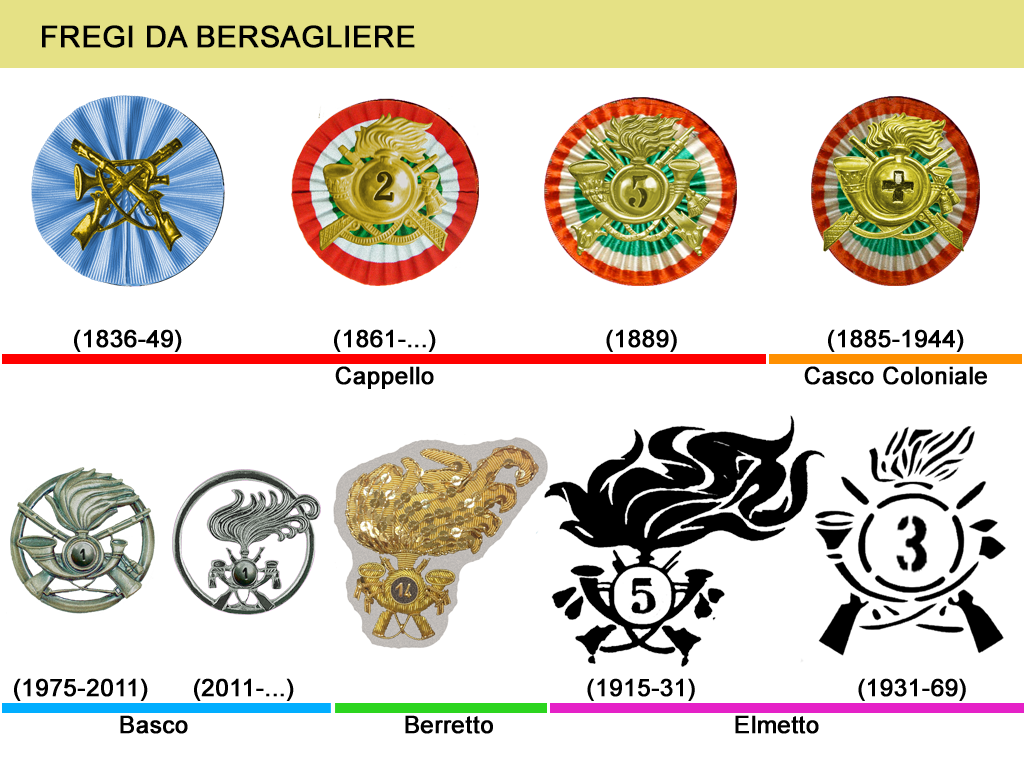

Il fregio della specialità, lo stesso dal 1848, rappresenta un corno con nappe poggiato su due moschetti incrociati; al centro del corno una granata con collo; sormontata da una fiamma a sette lingue ripiegate a sinistra (a destra per chi guarda) inclinata e fuggente, come mossa dal vento della corsa dei bersaglieri, sinonimo di impeto e velocità. 

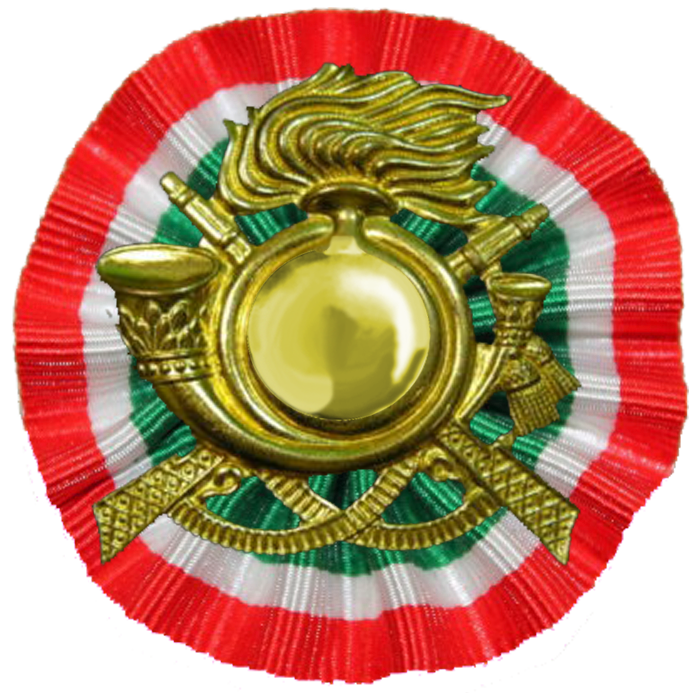
fregio per cappello

Al centro della granata trova posto il numero del Reggimento in cui si presta servizio.
Fregio sul cappello
Sul cappello il fregio si compone di una coccarda tricolore in rayon di circa 8 cm su cui viene posto il trofeo in metallo dorato, alto circa 6,8 cm e largo 6,2 cm. Completa il fregio l'applicazione di un dischetto bombato (definito pulce) anch'esso di metallo dorato sul quale si trova, inciso e smaltato di nero, il numero del Reggimento.

### Il basco
Il basco è il copricapo base di tutto l'Esercito dagli anni '80 del secolo scorso.
L'uso generalizzato del basco iniziò nell'Esercito Italiano intorno agli anni '60. I bersaglieri, tuttavia, non ebbero inizialmente tale copricapo, utilizzando invece, quando non era prescritto il cappello piumato, il fez (personale di truppa) o la bustina kaki o il berretto rigido (sottufficiali e ufficiali). Soltanto nei primi anni '70, con l'adozione dei nuovi baschi con fregio a sinistra, ai sottufficiali ed agli ufficiali dei bersaglieri venne assegnato il basco di colore nero, proprio delle truppe corazzate, mentre il personale di truppa mantenne il fez. A partire dagli anni '90 il basco venne esteso anche ai graduati di truppa in servizio permanente. Il 19 giugno 2011 a Torino, in occasione della 59ª adunata nazionale dei bersaglieri, venne presentato un nuovo basco, palesemente ispirato a quello delle fanterie britanniche: di colore nero, aveva una sottopannatura cremisi in corrispondenza del fregio, un piumino nero sul lato sinistro, mentre il nastro era di colore azzurro. Tale copricapo, oltre a essere completamente estraneo alle tradizioni bersaglieresche, venne esteso anche ai militari di truppa al posto del tradizionale fez. Come è facilmente intuibile, ciò suscitò le rimostranze dei vecchi bersaglieri e di chi era affezionato alla storia e alle tradizioni del corpo. Nel 2015 lo Stato Maggiore dell'Esercito corse ai ripari: fu così ripristinato il fez per la truppa, mentre al nuovo basco, previsto per i soli VSP, sottufficiali e ufficiali, venne tolto il piumino (non il sottopanno cremisi e il nastro azzurro)..

### Il fez

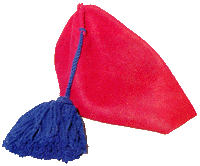
Fez da bersaglieri (VFP1, VFP4 e VSP, fino al grado di Graduato Capo).

Tra i copricapi tradizionali vi è il fez, la cui origine risale alla Guerra di Crimea (1855) quando gli Zuavi, reparti speciali del Corpo di spedizione francese, entusiasmati dal valore dei bersaglieri (battaglia della Cernaia), offrirono il loro copricapo, il fez, in segno di ammirazione. Prima del fez, i bersaglieri usavano come copricapo da fatica, un berretto di lana, di colore turchino, lungo, che terminava in un fiocco cremisi.

### Altre dotazioni
Il cordone verde
Il cordone verde (chiamato anche Garibaldina) servì in origine a sostenere la fiaschetta della polvere da sparo (che cadeva sul fianco destro) fino a quando non entrò in dotazione la cartuccia completa. Servì anche per le trombette ed i corni e per il fischietto in legno nero di dotazione. Attualmente viene indossato con l'uniforme per i servizi speciali e d'onore.
I guanti
I guanti neri vennero adottati nel 1839, in sostituzione di quelli inizialmente previsti di colore blu scuro come la divisa, che perdevano il colore. I Bersaglieri indossano sull'Uniforme da cerimonia e quella per i Servizi armati di parata e d'onore guanti neri anziché quelli bianchi utilizzati invece dalle altre Armi, Corpi e Specialità dell'Esercito.
Le fiamme
Il colore cremisi distintivo dei Bersaglieri compariva nelle mostreggiature e filettature della prima giubba di panno azzurro-nero della truppa, e nelle spalline, colletto, bande e manopole degli Ufficiali. Oggi è conservato nelle fiamme a due punte indossate sul colletto.
Il foulard cremisi

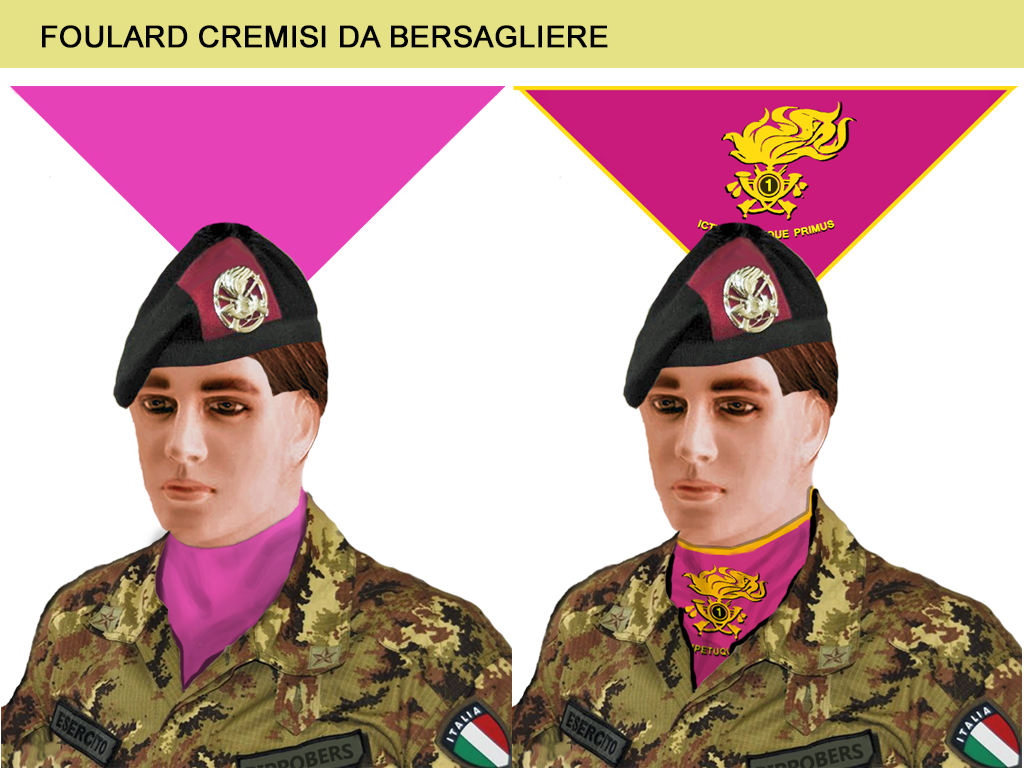

Con l'uniforme da combattimento e quella per servizi armati i bersaglieri indossano un fazzoletto da collo di colore cremisi (oppure azzurro quando impegnati in missioni ONU). Nei teatri operativi all'estero il foulard è sostituito dalla sciarpa a rete. Quello in dotazione, di cotone in tinta unita ha forma triangolare e dimensioni di 70 cm per 35 cm.

## Armi

### Fucili e carabine in dotazione
All'inizio della loro storia i Bersaglieri furono equipaggiati con armi lunghe scelte per il loro specifico impiego in unità di fanteria leggera, quindi solitamente più leggere e più precise rispetto alle armi in dotazione agli altri reparti dell'esercito. Queste armi, nell'ordine, furono:
- Fucile da bersagliere Mod. "La Marmora" (1836)
- Carabina da bersagliere Mod. "La Marmora", calibro mm.16, modello sperimentale, rigato, sistema Delvigne (1839)
- Carabina da bersagliere Mod. 44, variante definitiva del modello precedente (1844)
- Carabina da bersagliere Mod. 48, calibro mm.16,9, sistema Francotte (1849)
- Carabina da bersagliere Mod. 56, calibro mm.17,5, sistema Miniè (1856)
- Carabina da bersagliere Mod. 68, modifica a retrocarica del modello precedente (1869)
- Fucile e carabina Remington "Rolling Block" Mod. 70, calibro mm.12,7, armi ex-pontificie di preda bellica (1870).

Successivamente i Bersaglieri furono equipaggiati con i modelli di arma lunga in uso anche negli altri reparti dell'Esercito.

## I reparti

### Reparti bersaglieri attualmente in vita

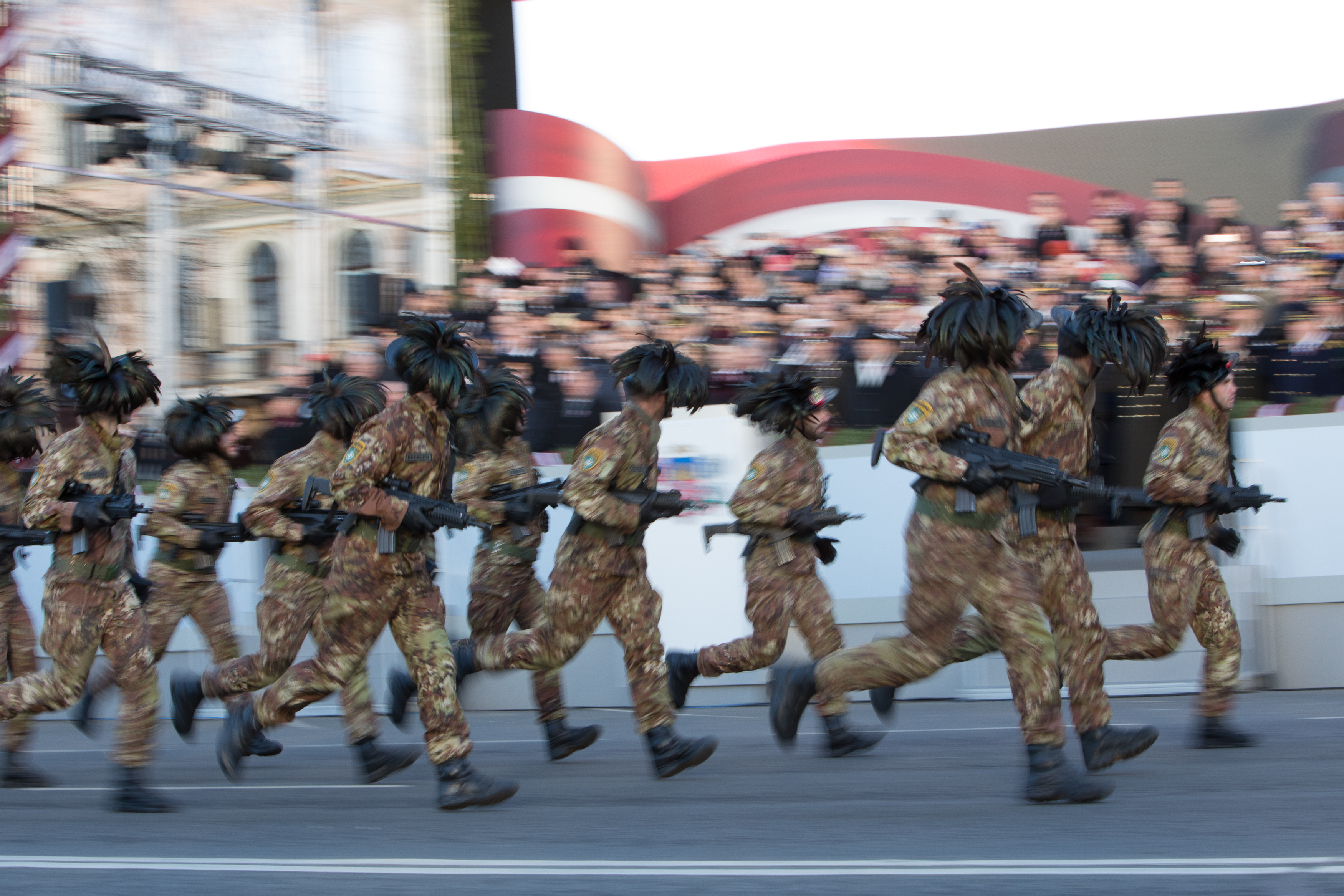

- Brigata bersaglieri "Garibaldi" di Caserta, inquadra il 1º e l'8º Reggimento bersaglieri.
  -  1º Reggimento bersaglieri di Cosenza, inquadra il 1º Battaglione bersaglieri "La Marmora".
  -  8º Reggimento bersaglieri di Caserta, inquadra il 3º Battaglione bersaglieri "Cernaia".
- 3º Reggimento bersaglieri di Teulada (SU), alle dipendenze della Brigata meccanizzata "Sassari", inquadra il 18º Battaglione bersaglieri "Poggio Scanno".
- 6º Reggimento bersaglieri di Trapani, alle dipendenze della Brigata meccanizzata "Aosta", inquadra il 6º Battaglione bersaglieri "Palestro".
- 7º Reggimento bersaglieri di Altamura (BA), alle dipendenze della Brigata meccanizzata "Pinerolo", inquadra il 10º Battaglione bersaglieri "Bezzecca".
- 11º Reggimento bersaglieri di Orcenico Superiore (PN), alle dipendenze della 132ª Brigata corazzata "Ariete", inquadra l'11º Battaglione bersaglieri "Caprera".
- 3ª Compagnia bersaglieri "Celere" di Solbiate Olona (VA), inquadrata nel Reggimento supporto tattico e logistico della Brigata di supporto del NRDC

### Reparti bersaglieri sciolti

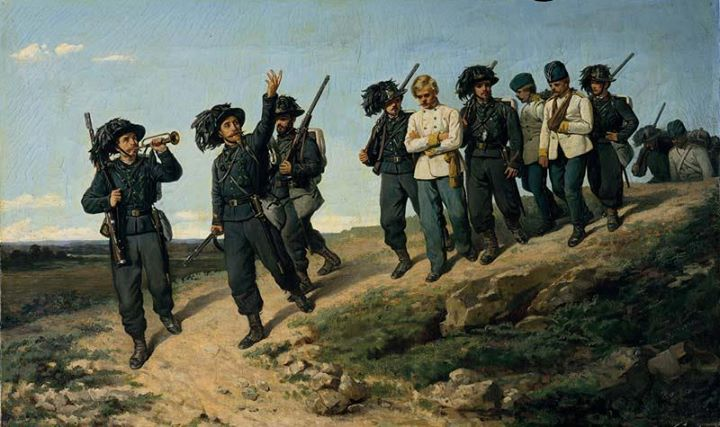
Ritorno dei bersaglieri da una ricognizione (Silvestro Lega, 1861)

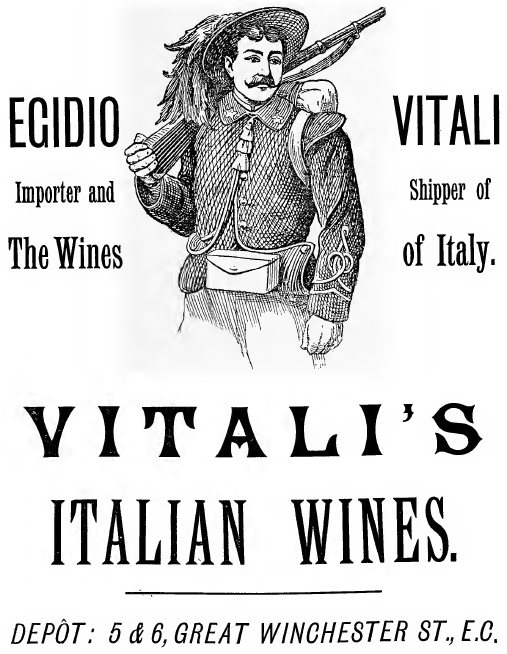
Pubblicità britannica con l'illustrazione di un Bersagliere, 1890

- Divisione speciale bersaglieri "Raspi" (1915-1916)[32] (già Divisione speciale "B")
- Divisione speciale bersaglieri "Boriani" (1917)[33]
- I Brigata bersaglieri (1916-1919)[34]
- II Brigata bersaglieri (1916-1919)[35]
- III Brigata bersaglieri (1917-1919)[36]
- IV Brigata bersaglieri (1917-1919)[37]
- V Brigata bersaglieri (1917-1919)[38]
- VI Brigata bersaglieri (1918-1919)[39]
- VII Brigata bersaglieri (1918-1919)[40]
- 3ª Brigata meccanizzata "Goito" (poi Brigata bersaglieri "Goito") (1975-1991)[41]
- 2º Reggimento bersaglieri (1861-1943 e 1992-2002)
  - 2º Battaglione bersaglieri "Governolo" (erede del 2º Rgt., 1961-1992)[42]
- 4º Reggimento bersaglieri (1861-1943)
  - 26º Battaglione bersaglieri "Castelfidardo" (erede del 4º Rgt., 1975-1998)
- 5º Reggimento bersaglieri (1861-1943) 
  -  14º Battaglione bersaglieri "Sernaglia" (erede del 5º Rgt., 1977-1989)
- 9º Reggimento bersaglieri (1871-1942)
  -  28º Battaglione bersaglieri "Oslavia" (erede del 9º Rgt., 1975-1996)
- 10º Reggimento bersaglieri (1871-1943)
- 12º Reggimento bersaglieri (1883-1943 e 1992-2005)
  - 23º Battaglione bersaglieri "Castel di Borgo" (erede del 12º Rgt., 1961-1992)[42]
- 13º Reggimento bersaglieri (1916-1919)[43]
- 14º Reggimento bersaglieri (1916-1919)[44]
- 15º Reggimento bersaglieri (già 13º Reggimento bersaglieri provvisorio, 1915-1919)[45]
- 16º Reggimento bersaglieri (già 10º Reggimento bersaglieri/bis, 1915-1919)[46]
- 17º Reggimento bersaglieri (1917-1919)[47]
- 18º Reggimento bersaglieri (1917-1919, 1942-1943 e 1993-2005)[48]
  - 67º Battaglione bersaglieri "Fagarè" (erede del 18º Rgt., 1963-1993)[42]
- 19º Reggimento bersaglieri (1917-1919)[49]
- 20º Reggimento bersaglieri (1917-1919)[50]
- 21º Reggimento bersaglieri (1917-1919)[51]
- 22º Reggimento bersaglieri di marcia (1918)
- 30º Reggimento bersaglieri di marcia (1942-1943)
- 177º Reggimento bersaglieri territoriale mobile (1943)[52]
- I Gruppo battaglioni bersaglieri ciclisti (1916-1919)[53]
- II Gruppo battaglioni bersaglieri ciclisti (1916-1918)[54]
- III Gruppo battaglioni bersaglieri ciclisti (1916-1918)[55]
- IV Gruppo battaglioni bersaglieri ciclisti (1916-1919)[56]
- IV (poi XXVI) Reparto d'Assalto "Fiamme Cremisi" (1917-1919)
- XIX (poi XXIII) Reparto d'Assalto "Fiamme Cremisi" (1917-1919)
- LXXII Reparto d'Assalto "Fiamme Cremisi" (1918-1919)
- Battaglione bersaglieri "Zara" (1940-1943)
- CDXLVI Battaglione bersaglieri costiero (1943)
- DXLII Battaglione bersaglieri costiero (1943)
- DLVIII Battaglione bersaglieri costiero (1943)
- 1ª Compagnia speciale bersaglieri atleti (Roma) (1960-1990)
- 2ª Compagnia speciale bersaglieri atleti (Napoli)
- 3ª Compagnia speciale bersaglieri atleti (Bologna)
- Compagnia speciale bersaglieri atleti (Orvieto)
- Plotone speciale bersaglieri atleti ciclisti (Milano)
- Plotone bersaglieri ciclisti RMNE (Padova)

## Onorificenze
Ai Reggimenti e reparti del Corpo dei Bersaglieri sono state conferite nel corso della loro storia, complessivamente, le seguenti onorificenze:
| Nastrino | numero | Nome                                                                                        |
| -------- | ------ | ------------------------------------------------------------------------------------------- |
|          | 25     | Croci di Cavaliere dell'Ordine militare d'Italia (di cui 21 dell'Ordine militare di Savoia) |
|          | 14     | Medaglie d'oro al valor militare                                                            |
|          | 25     | Medaglie d'argento al valor militare                                                        |
|          | 46     | Medaglie di bronzo al valor militare                                                        |
|          | 1      | Croce di guerra al valor militare                                                           |
|          | 3      | Medaglie d'oro al valore dell'Esercito                                                      |
|          | 5      | Medaglie d'argento al valore dell'Esercito                                                  |
|          | 3      | Medaglie di bronzo al valore dell'Esercito                                                  |
|          | 1      | Medaglia d'argento al valor civile                                                          |
|          | 1      | Medaglia di bronzo al merito civile                                                         |
|          | 2      | Medaglie d'argento di benemerenza per il terremoto calabro-siculo (1908)                    |
|          | 1      | Medaglia di Benemerenza (1872)                                                              |

Le Bandiere di Guerra dei sei Reggimenti attualmente in vita si fregiano complessivamente di 9 croci di Cavaliere dell'Ordine militare d'Italia, 12 Medaglie d'oro, 11 d'argento, 28 di bronzo e 1 Croce di guerra al valore militare, 1 Medaglia d'oro, 3 d'argento e 1 di bronzo al valore dell'Esercito, 1 Medaglia d'argento a valor civile.
A queste si aggiungono le 138 Medaglie d'oro al valor militare individuali concesse a bersaglieri, oltre a 51 altre Medaglie d'oro al valor militare individuali concesse a ex-bersaglieri transitati fuori dalla specialità.
La prima Medaglia d'Oro al Valor Militare concessa ad un bersagliere fu quella al Capitano Saverio Griffini dei Bersaglieri Volontari della Legione Lombarda (Goito, 8 aprile 1848), mentre la prima conferita alla Bandiera fu quella all'VIII Battaglione bersaglieri (Palestro, 30-31 maggio 1859).

## Segnali da tromba
Ogni reggimento bersaglieri ha un proprio specifico segnale da tromba. Alle origini del Corpo, quando i bersaglieri combattevano come fanteria leggera in ordine aperto, i segnali da tromba ripetuti servivano a radunare le truppe, oppure, alternati a segnali tattici, ad indicare il reparto destinatario dell'ordine.
| Segnali reggimentali                    | Segnali tattici                                | Segnali tattici                               |
| --------------------------------------- | ---------------------------------------------- | --------------------------------------------- |
| Aiuto 1° Rgt.Bersaglieri ( info file )  | Aiuto Affermativo ( info file )                | Aiuto Carica ossia "Tacco" ( info file )      |
| Aiuto 2° Rgt.Bersaglieri ( info file )  | Aiuto Negativo ( info file )                   | Aiuto Difendersi animatamente ( info file )   |
| Aiuto 3° Rgt.Bersaglieri ( info file )  | Aiuto Interrogativo ( info file )              | Aiuto Difesa dalla cavalleria ( info file )   |
| Aiuto 4° Rgt.Bersaglieri ( info file )  | Aiuto Ala [ 60 ] ( info file )                 | Aiuto Far fuoco ( info file )                 |
| Aiuto 5° Rgt.Bersaglieri ( info file )  | Aiuto Compagnie ( info file )                  | Aiuto Cessare il fuoco ( info file )          |
| Aiuto 6° Rgt.Bersaglieri ( info file )  | Aiuto Supporti ( info file )                   | Aiuto Passo ordinario ( info file )           |
| Aiuto 7° Rgt.Bersaglieri ( info file )  | Aiuto Destra (oppure numero 1) ( info file )   | Aiuto Passo veloce ( info file )              |
| Aiuto 8° Rgt.Bersaglieri ( info file )  | Aiuto Sinistra (oppure numero 2) ( info file ) | Aiuto Passo di corsa ( info file )            |
| Aiuto 9° Rgt.Bersaglieri ( info file )  | Aiuto Centro (oppure numero 3) ( info file )   | Aiuto Alt al segno ( info file )              |
| Aiuto 10° Rgt.Bersaglieri ( info file ) | Aiuto Distendersi [ 61 ] ( info file )         | Aiuto Appoggiare ( info file )                |
| Aiuto 11° Rgt.Bersaglieri ( info file ) | Aiuto Serrarsi [ 62 ] ( info file )            | Aiuto Cangiar la cattena [ 63 ] ( info file ) |
| Aiuto 12° Rgt.Bersaglieri ( info file ) | Aiuto Linee successive ( info file )           | Aiuto Ritirata ( info file )                  |
| Aiuto 18° Rgt.Bersaglieri ( info file ) | Aiuto Doppia distanza ( info file )            | Aiuto Attenti ( info file )                   |
|                                         | Aiuto Mezza distanza ( info file )             | Aiuto Chiamare rinforzo ( info file )         |
|                                         | Aiuto Convergere ( info file )                 |                                               |

## Galleria d'immagini

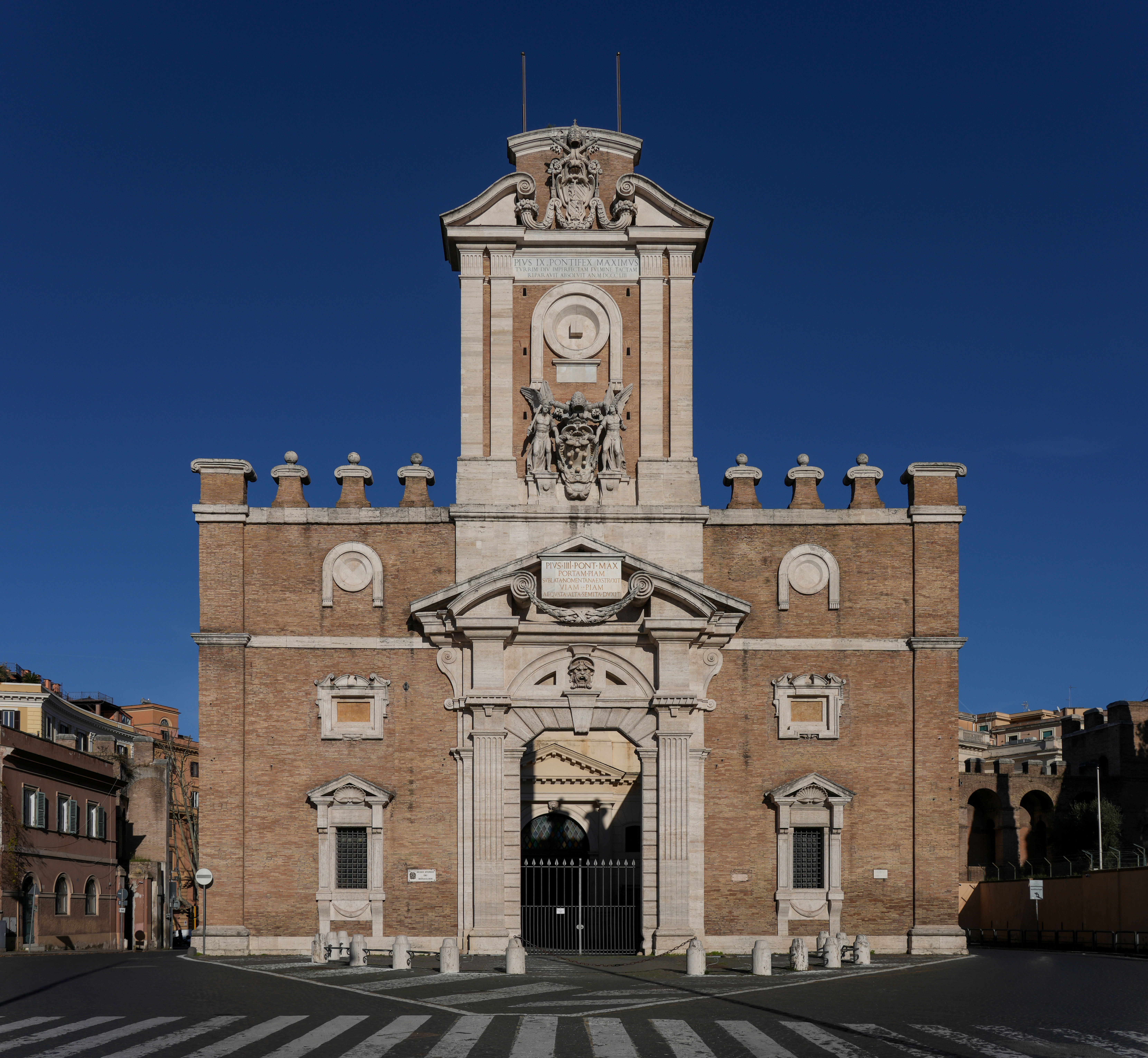
Museo storico dei bersaglieri, Roma
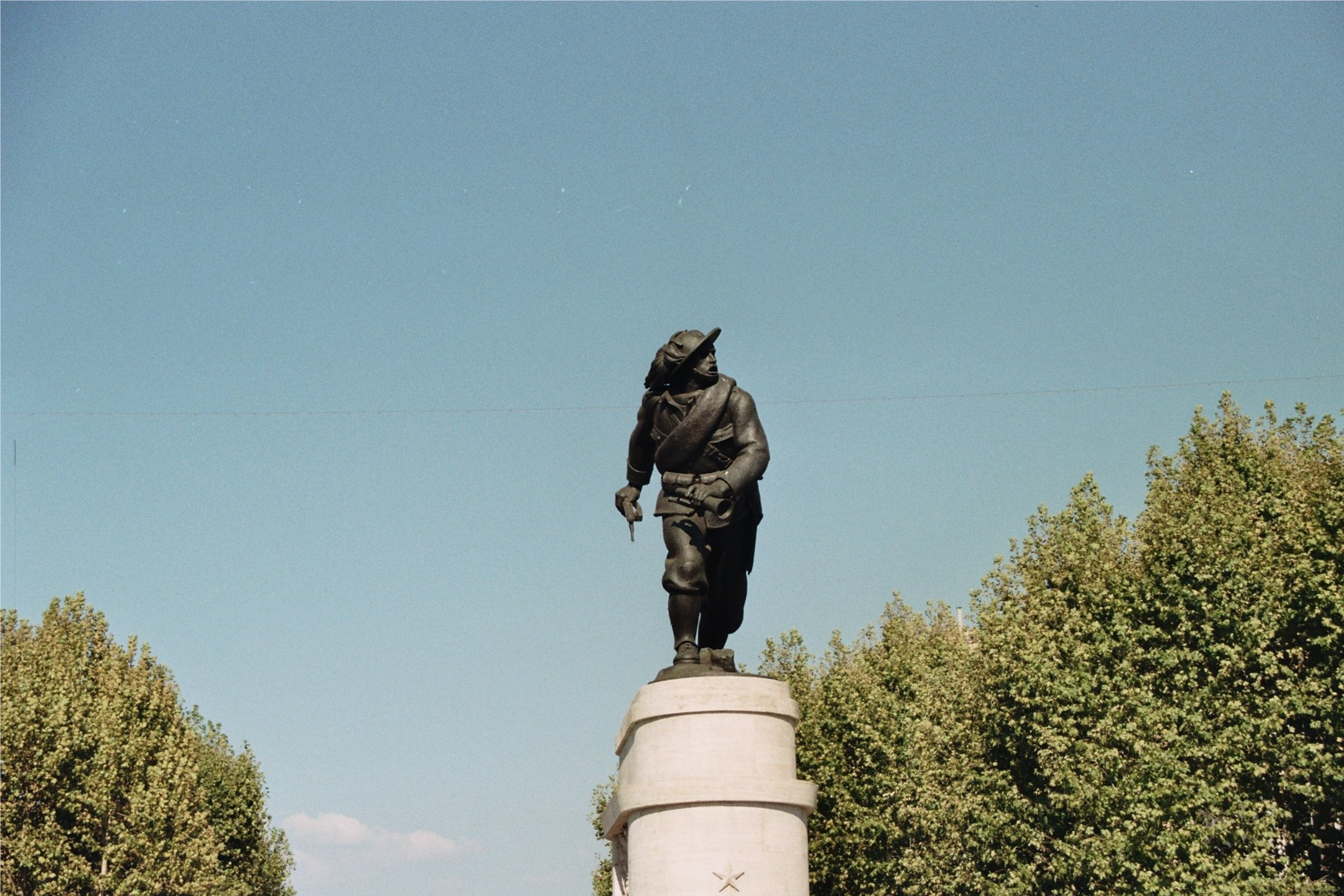
Monumento al bersagliere, Roma
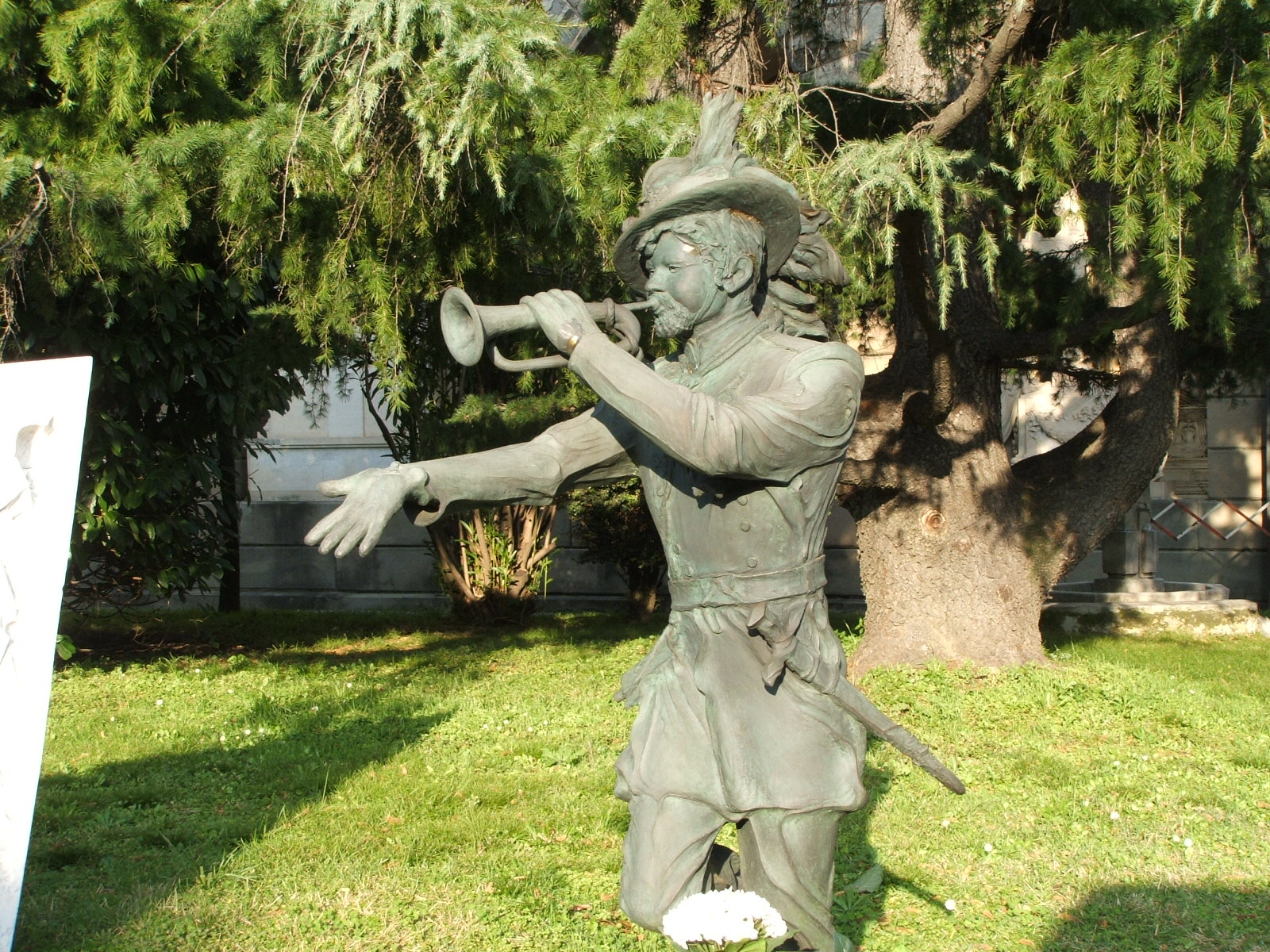
Monumento al bersagliere, cimitero di Staglieno, Genova
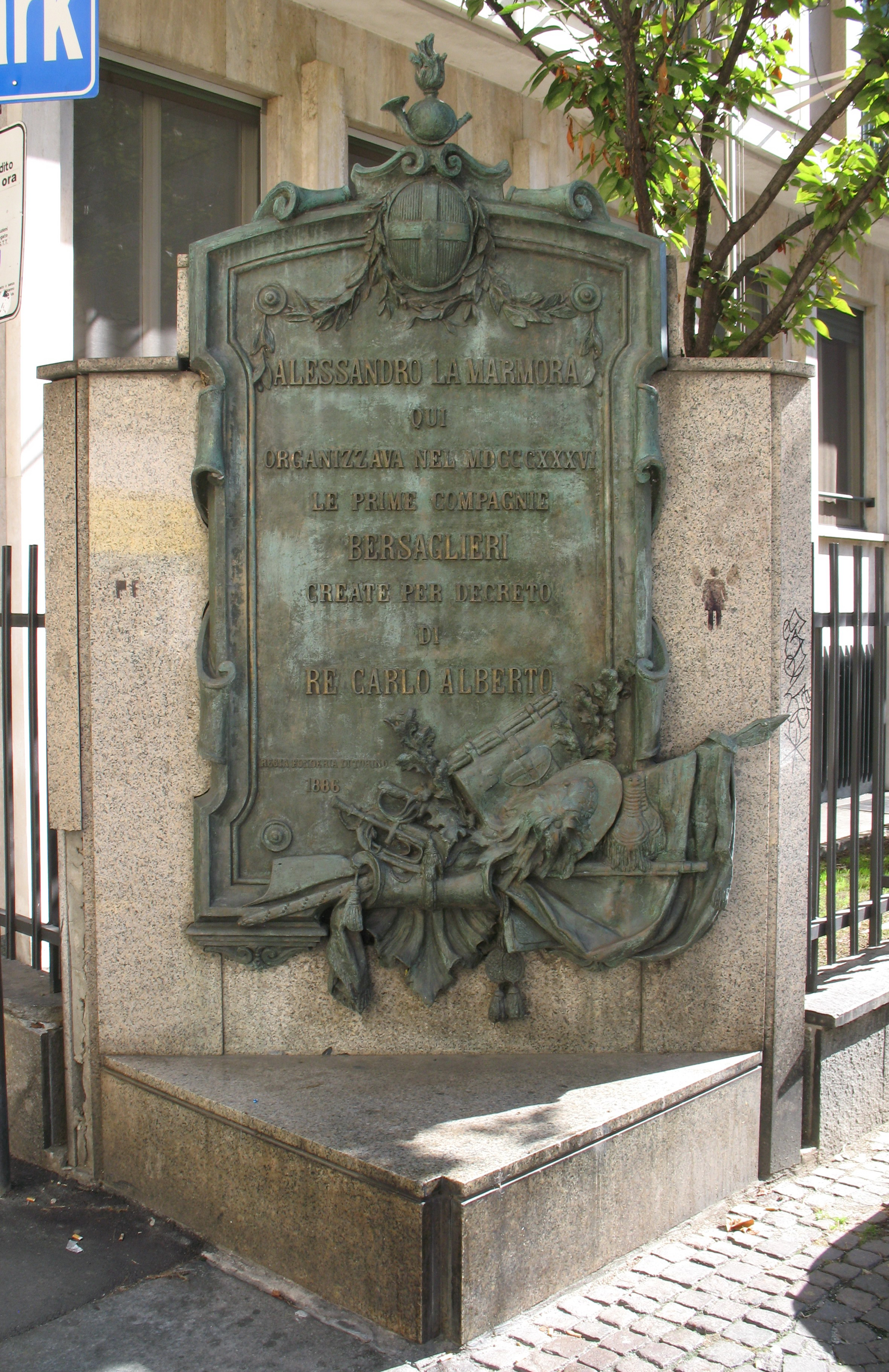
Monumento ad Alessandro La Marmora, Torino
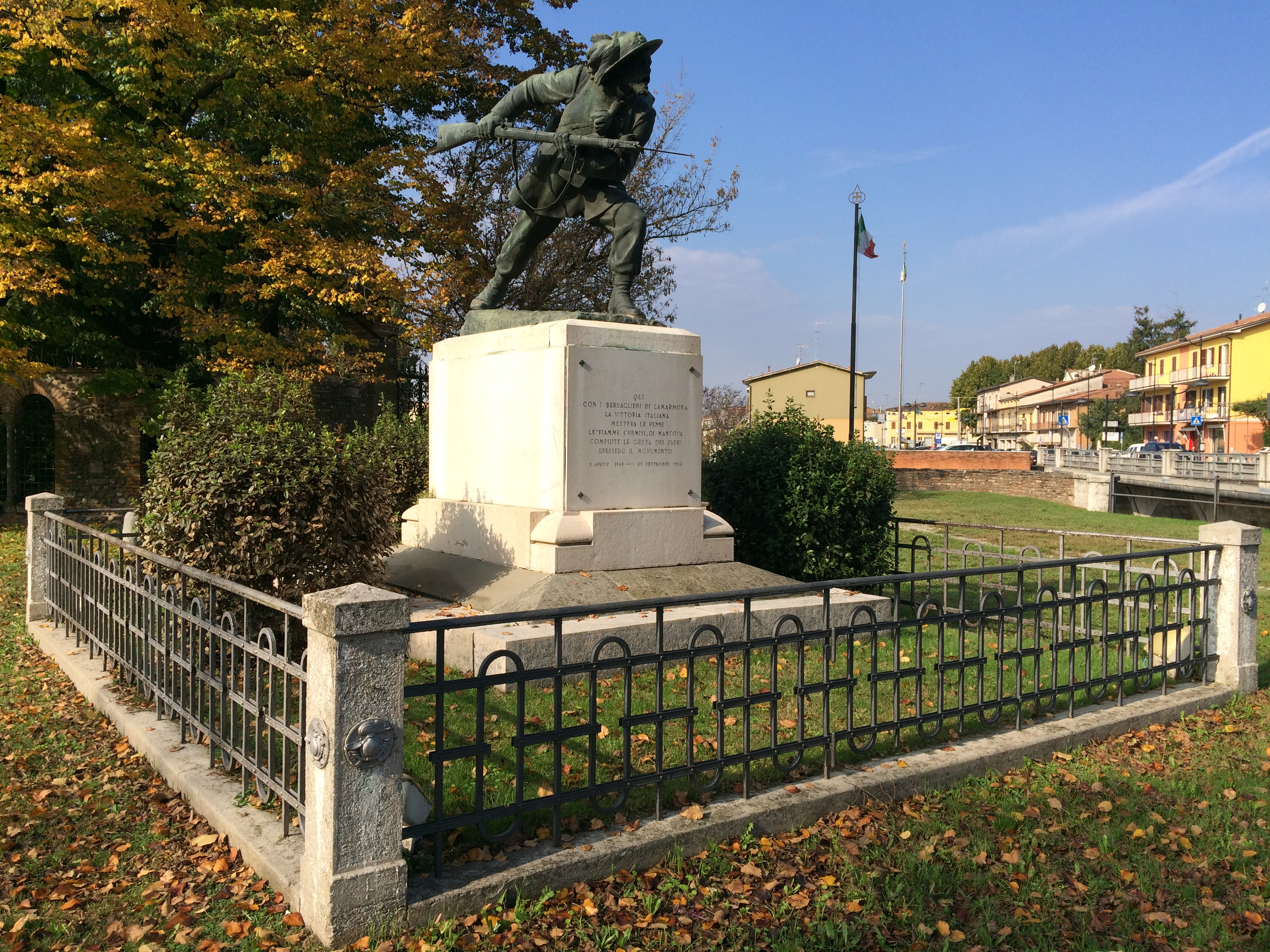
Monumento al Bersagliere, Goito
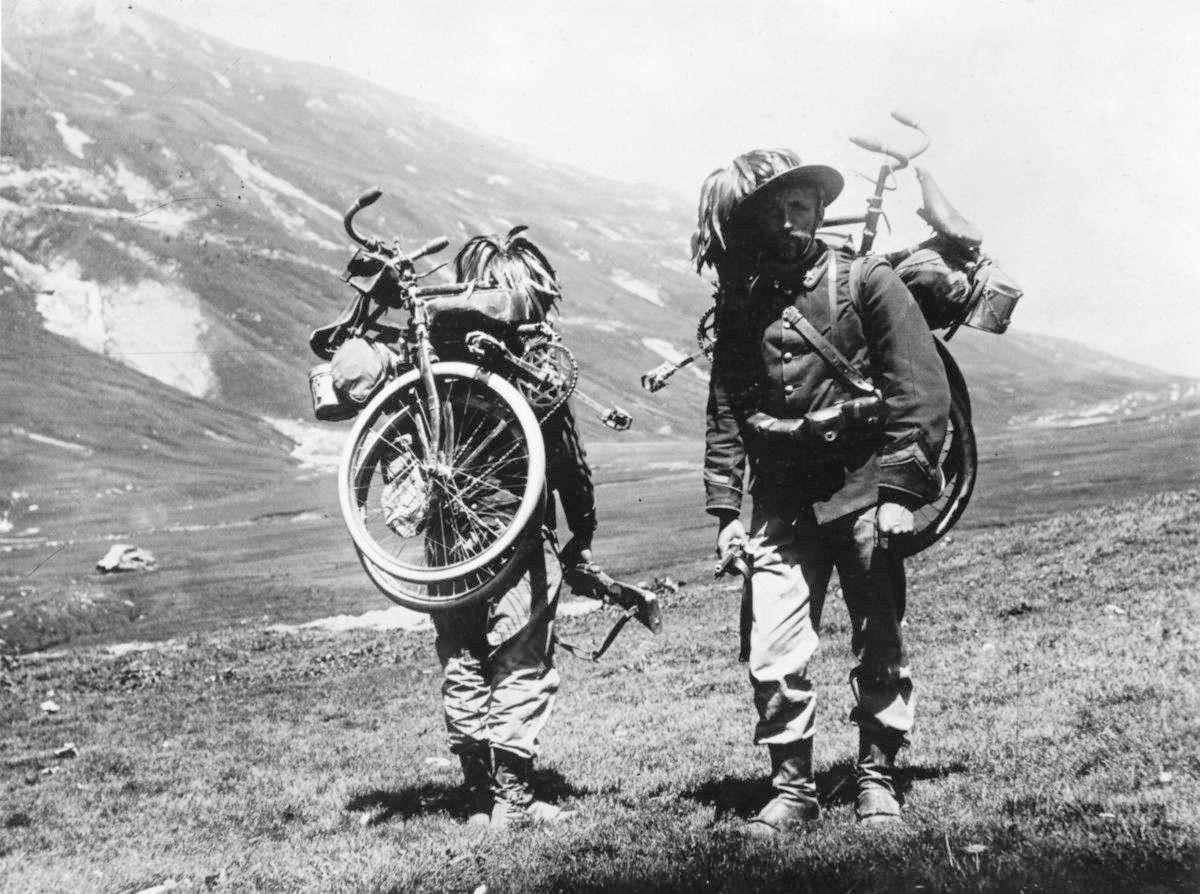
Bersaglieri ciclisti nella prima guerra mondiale
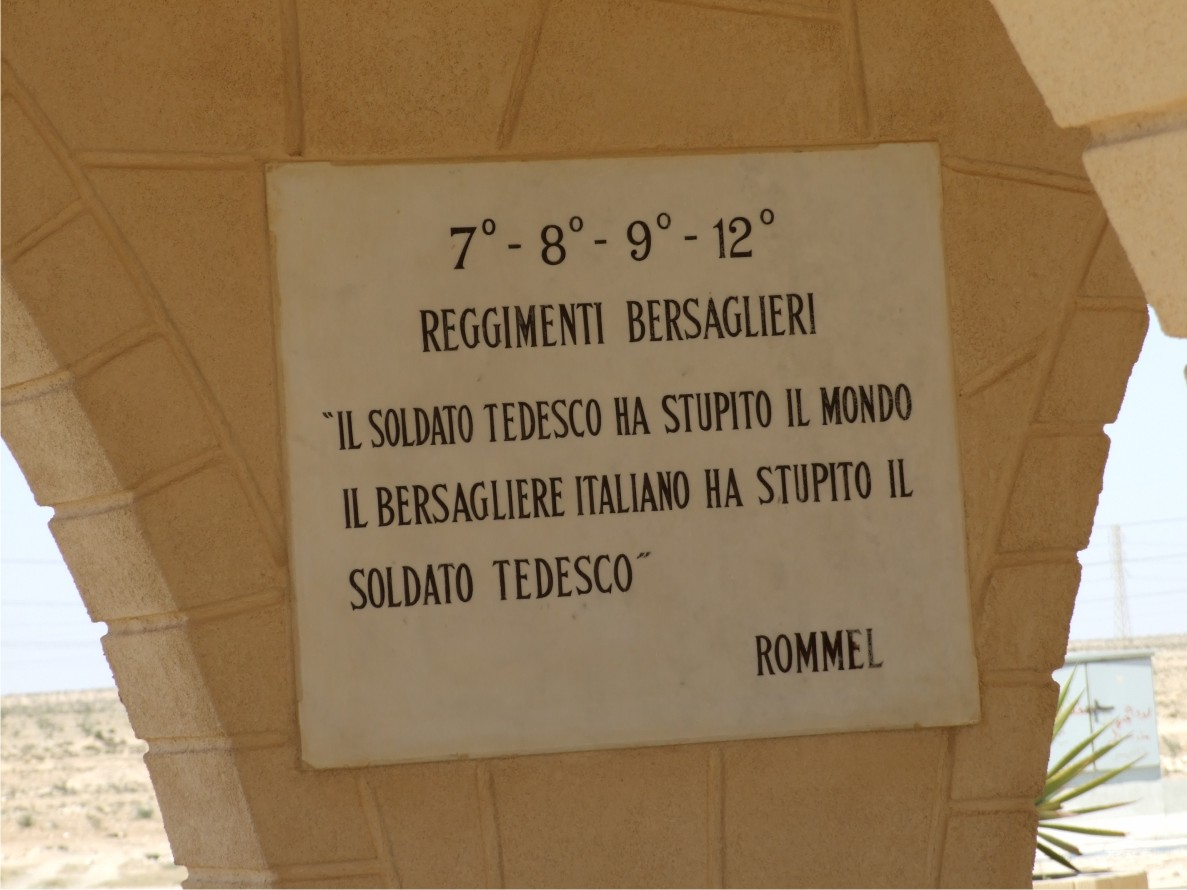
Targa a ricordo, El Alamein
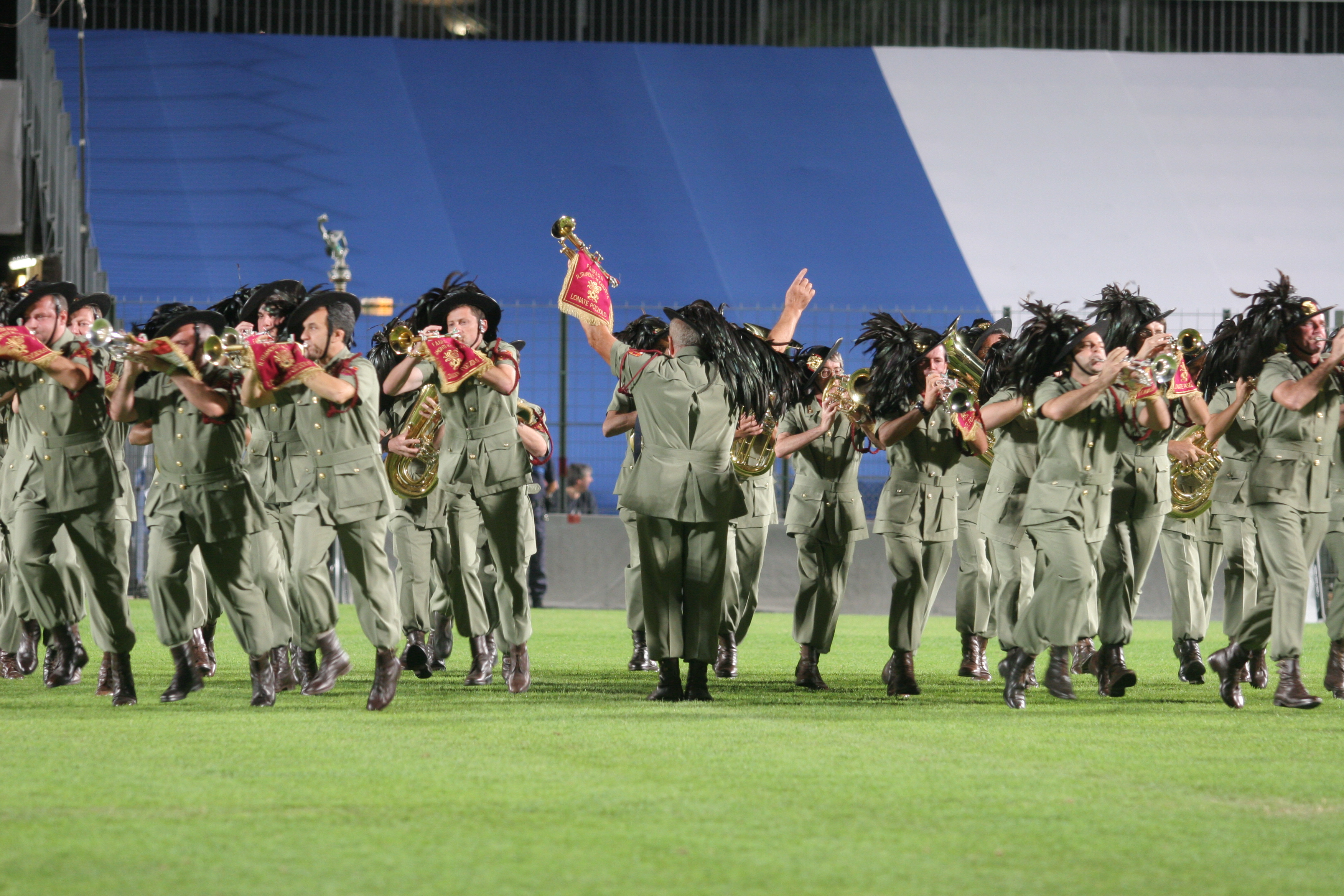
La fanfara in missione a Nizza nel 2007
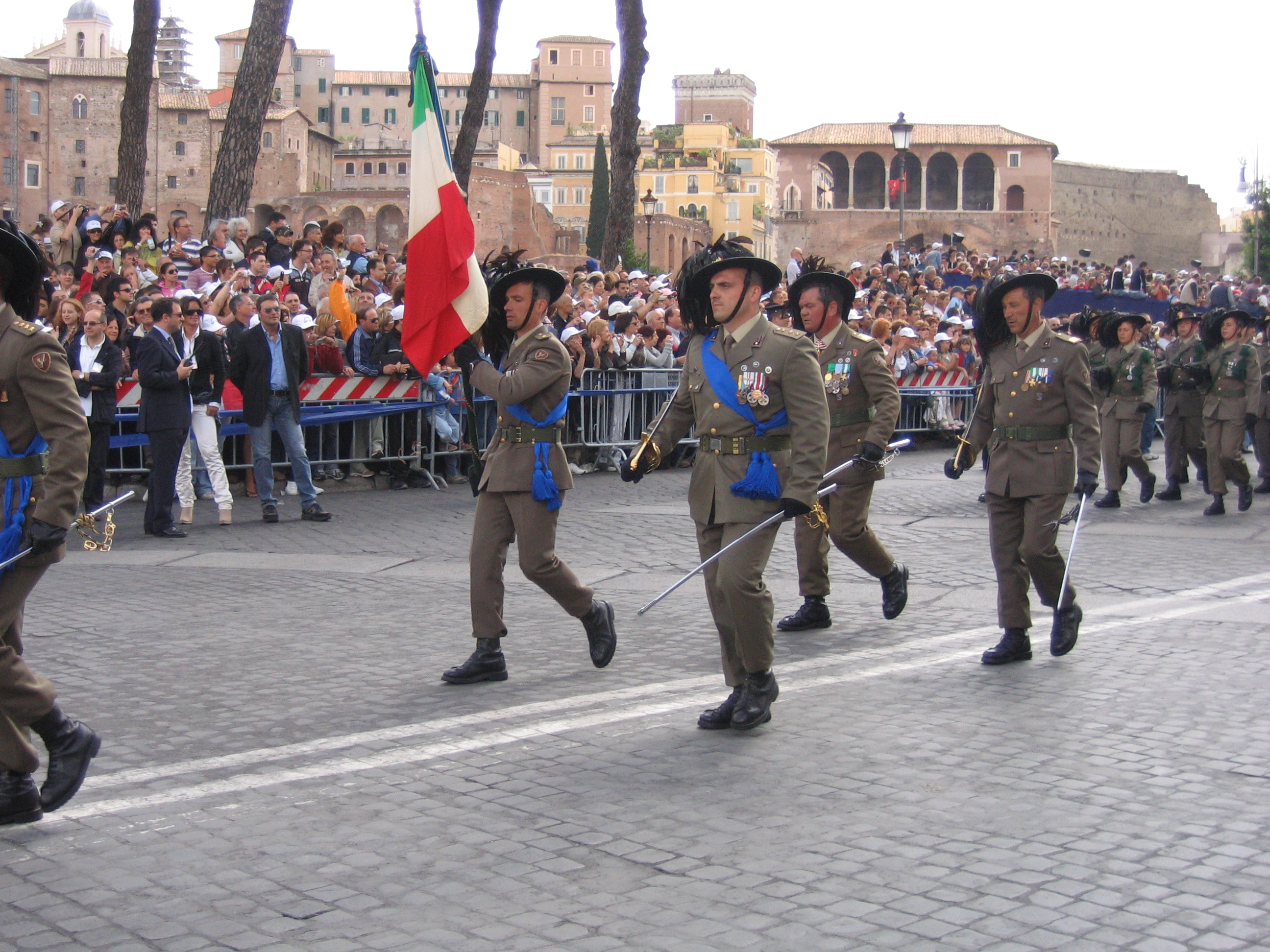
Berseglieri dell'8° Rgt con la bandiera sfilano durante la Festa della Repubblica nel 2007